# Judarnas historia i Irak

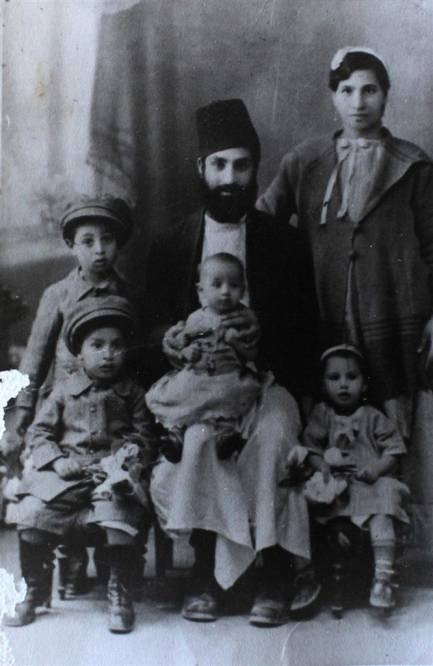
Familjen Yosef i Bagdad (1924).

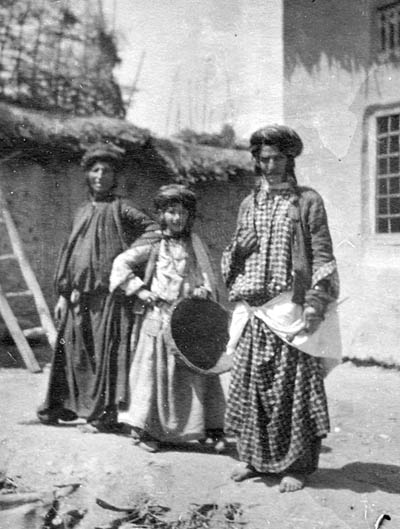
Tre kurdisk-judiska kvinnor från byn Rawanduz i norra Irak (1905).

Judarnas historia i Irak går tillbaka till den babyloniska fångenskapen omkring år 586 f.Kr. Irakiska judar är ett av de historiskt mest framstående judiska samhällena och ett av de äldsta i världen.
Det judiska samhället i Mesopotamien – i judiska källor kallat Babylonien – har sitt ursprung i början av 500-talet f.Kr., då en stor del av befolkningen i det besegrade Juda rike fördes i exil till Babylonien i flera vågor av det Nybabyloniska riket. Några årtionden senare återvände en del av de landsförvisade till Juda, efter Kyros den stores dekret. Under denna period återuppbyggdes templet i Jerusalem, viktiga förändringar genomfördes i den judiska religiösa traditionen, och återvändande ledare som Serubbabel, Esra och Nehemja fick stor betydelse. Även om det finns begränsad information om den babyloniska judiska gemenskapen under det andra templets tid och den mishnaiska perioden, anser forskare att samhället då fortfarande var livskraftigt.
Den judiska gemenskapen i Babylonien fick en framträdande roll som centrum för judisk lärdom efter att den judiska befolkningen i Israels land började minska under 200-talet e.Kr. Det uppskattas att den babylonisk-judiska befolkningen mellan 300- och 700-talet uppgick till omkring en miljon människor, vilket gjorde den till den största judiska diasporan under denna period. Området blev hem åt flera betydelsefulla talmudiska lärosäten, såsom akademierna i Nehardea, Pumbedita och Sura, och det var här som den babyloniska Talmud sammanställdes. Den mongoliska invasionen och den diskriminering som förekom under de islamiska kalifaten under medeltiden ledde så småningom till en nedgång för regionens judiska samhälle. Under det osmanska riket förbättrades situationen för Iraks judar. Samhället etablerade moderna skolor under andra hälften av 1800-talet. Förföljelser – som ledde till att flera av Bagdads ledande judiska familjer flydde till Indien – i kombination med växande handel med de brittiska kolonierna, bidrog till att Iraks judar etablerade ett handelsnätverk i Asien, känt som de bagdadiska judarna.Det judiska samhället i Irak utgjorde en relativt homogen grupp som bevarade sin kollektiva judiska identitet, kultur och traditioner. De särskilde sig genom sitt sätt att tala den äldre judeo-arabiska dialekten, sin klädstil, sin iakttagelse av religiösa ritualer som sabbaten och de judiska högtiderna, samt genom att följa kashrut. Under 1900-talet spelade Iraks judar en viktig roll under de första åren av Iraks självständighet. Enligt historikern Avi Shlaim var de djupt integrerade i det irakiska samhället, både kulturellt och språkligt. Judar innehade många tjänster inom bland annat finansdepartementet, statens bokföring, offentliga arbeten, kommunikation, post och telegraf, hamnväsendet i Basra, järnvägen och tullverket. Även inrikes-, utbildnings-, hälso-, polis- och försvarsdepartementen hade judiska anställda.
I början av 1900-talet utgjorde judar en betydande del av befolkningen i Iraks större städer, med upp till 40 procent i Bagdad och omkring 25 procent i Basra. År 1941 ägde Farhud rum i Bagdad – en våldsam pogrom där 200 eller fler judar mördades. Efter det 1948 års arabisk-israeliska krig ökade förföljelserna mot judar markant, vilket ledde till ökad statlig repression och kulturell diskriminering. Den irakiska regeringen förbjöd judar att emigrera till Israel av rädsla för att stärka den nya israeliska staten. År 1950 ändrade regeringen hållning och tillät judar att lämna landet, förutsatt att de avsade sig sitt irakiska medborgarskap. Mellan 1950 och 1952 tömdes nästan hela den judiska befolkningen i Irak genom Operation Ezra och Nehemja, då omkring 120 000 till 130 000 judar (cirka 75 procent av det irakisk-judiska samfundet) anlände till Israel.
Under de tidiga åren av Baathpartiets styre, tillämpade regimen en tudelad politik gentemot den judiska befolkningen. Å ena sidan fängslades, torterades och avrättades judar som anklagats för spioneri för Israels räkning. Å andra sidan visade vissa tjänstemän personlig sympati och en mildare inställning. Många judiska familjer lyckades övertyga myndigheter om att frige anhöriga som fängslats. Tiden under Abdul Karim Kassem betraktades allmänt som relativt gynnsam för judar, särskilt i jämförelse med Ahmad Hasan al-Bakrs styre. Under denna period lämnade ett stort antal av de kvarvarande judarna landet, vilket än en gång innebar en kraftig minskning av den judiska befolkningen. Så småningom lättade det öppna förtrycket och judar behandlades mer rättvist. När Saddam Hussein kom till makten upphävde han många antisemitiska lagar och politik. Den judiska befolkningen fortsatte dock att minska under hans styre – inte längre på grund av förföljelse, utan just genom att de tidigare restriktionerna om utlandsresor upphävdes. Många judar tog tillfället i akt och utnyttjade denna frihet att resa mellan Irak och utlandet, en praxis som blev rutin. De som bosatte sig utomlands under denna tid behöll sitt irakiska medborgarskap. Dessutom tjänstgjorde flera judar i regeringsroller under hans regim. Den återstående judiska befolkningen i Irak fortsatte att minska under de följande årtiondena. År 2003 uppskattades antalet judar i landet till 34 personer, främst bosatta i Bagdad. 
De irakiska judarnas religiösa och kulturella traditionerna lever i dag vidare i starka judiska församlingar som grundats av irakiska judar i Israel, särskilt i städerna Or Yehuda, Givatayim och Kiryat Gat. Enligt officiell statistik från den israeliska regeringen fanns det år 2014 omkring 227 900 judar av irakiskt ursprung i Israel, medan andra uppskattningar nämner upp till 600 000 israeler med någon form av irakisk bakgrund. Mindre samhällen som bevarar irakisk-judiska traditioner i den judiska diasporan, finns i Storbritannien, Irland, Australien, Singapore, Kanada, och USA.

## Termen "Babylonien"
Det som i judiska källor benämns som ”Babylon” eller ”Babylonien” kan syfta antingen på den forntida staden Babylon och det Nybabyloniska riket, eller – vilket är vanligare – på ett särskilt område i Mesopotamien (regionen mellan floderna Eufrat och Tigris) där flera framstående judiska lärosäten eller akademier verkade under geonernas tid (500-talet – 1000-talet e.Kr.).
Under denna period ledde gaonerna (rektorerna för de stora akademierna i Sura och Pumbedita) utvecklingen av judisk lag och tolkning. Deras rättsliga utlåtanden och undervisning kom att få avgörande betydelse för den judiska diasporan och för formandet av den judiska traditionen efter Talmud.

## Historia

### Tidig biblisk historia
Hebreernas patriark Abraham härstammade från Mesopotamien. De tio israelitiska stammarna från det norra kungariket Israel förvisades till Assyrien från år 730 f.Kr.
I Bibeln görs inte alltid någon tydlig åtskillnad mellan staden Babylon och landet Babylonien; i de flesta fall används samma ord för båda. I vissa avsnitt kallas Babyloniens land för Shinar, medan det i litteraturen efter exilen benämns Kaldeen. I Första Moseboken beskrivs Babylonien som det land där Babel, Uruk, Akkad och Kalne ligger – städer som sägs ha utgjort början av Nimrods rike (Genesis 10:10 {{{3}}}). Här låg Babels torn (Gen. 11:1–9 {{{3}}}), och det var säte för Amrafels herravälde.
I de historiska böckerna i Bibeln hänvisas ofta till Babylonien (det finns inte färre än trettioen omnämnanden i Kungaböckerna), även om det ibland är förvillande hur en tydlig åtskillnad mellan stad och land saknas. Hänvisningarna är begränsade till kontaktytorna mellan israeliterna och olika babyloniska kungar, särskilt Merodak-Baladan (i 2 Kung. 20:12 kallad Berodak-Baladan) och Nebukadnessar. I Krönikeböckerna Esra och Nehemja överförs intresset till Cyrus (se till exempel Ez. 5:13 {{{3}}}), även om återblickarna fortfarande behandlar Nebukadnessars erövringar. Artaxerxes nämns en gång (Neh. 13:6 {{{3}}}).
I Israels poetiska litteratur spelar Babylonien en obetydlig roll (se Psaltaren 87:4 och särskilt Psalm 137), men i profetlitteraturen intar Babylonien en mycket framträdande plats. Jesajas bok genljuder av “Babylons börda” (Jes. 13:1), även om Babylon vid den tiden fortfarande framstod som ett “avlägset land” (Jes. 39:3).
Bland de hebreiska skrifterna är det Jeremias bok som mest ingående och betydelsefullt behandlar babyloniskt liv och historia. Genom ett stort antal hänvisningar till händelser under Nebukadnessars regeringstid har Jeremias bok blivit en värdefull källa för rekonstruktionen av babylonisk historia i modern forskning. Nebukadnessars egna inskriptioner handlar nästan uteslutande om byggnadsarbeten, och utan Jeremias bok skulle mycket lite vara känt om hans fälttåg mot Jerusalem.

### Babylonisk fångenskap och återvändandet till Sion
Under 500-talet f.Kr. förvisades judarna från det forntida Juda rike till Babylon av Nebukadnessar i tre omgångar. Dessa tre tillfällen nämns i Jeremias bok (Jer. 52:28–30 {{{3}}}). Den första exilen ägde rum under Jojakins regering år 597 f.Kr., då Nebukadnessar som vedergällning för vägran att betala tribut delvis plundrade första templet i Jerusalem och bortförde flera ledande medborgare (Daniels bok, Daniel 5:1–5 {{{3}}} ). 
Elva år senare, under Sidkias regering – som hade tillsatts av Nebukadnessar – utbröt ett nytt judaiskt uppror, möjligen uppmuntrat av den egyptiska arméns närvaro. Jerusalem ödelades helt, och en andra deportation följde. 
Fem år därefter berättar Jeremia om en tredje deportation. Efter att Persien erövrat Babylonien gav Kyros den store judarna tillstånd att återvända till sitt hemland (537 f.Kr.), och enligt uppgifter utnyttjade över fyrtio tusen denna möjlighet.

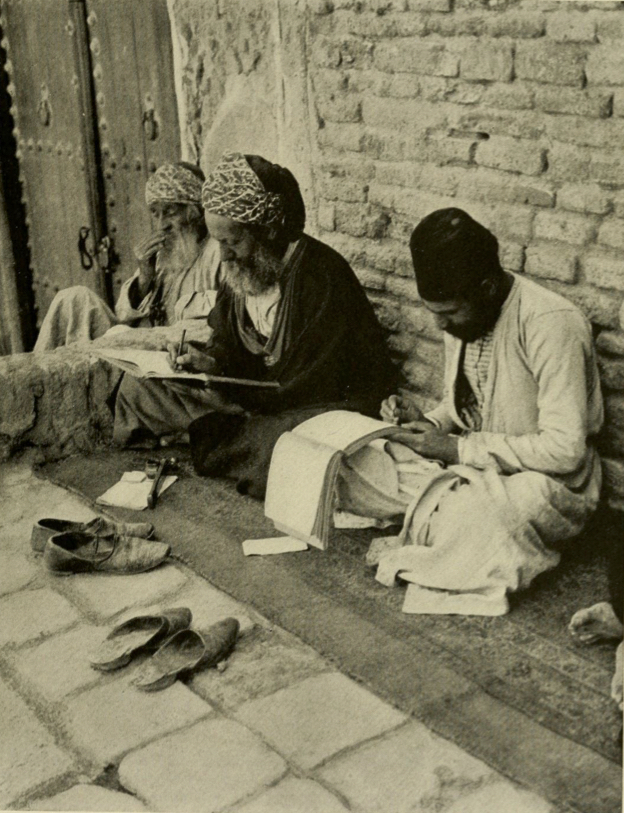
Judiska skriftlärda vid Hesekiels grav 1914

De tidigaste skildringarna av judarnas exil i Babylonien bygger endast på begränsade uppgifter i Bibeln. Ett antal arkeologiska fynd, såsom Al-Yahudu-tavlorna, har dock kastat ljus över deportationernas sociala livsvillkor. Vissa källor försöker kompensera denna brist på information genom legender och traditioner. Ett exempel är den så kallade “Lilla krönikan” (Seder Olam Zutta), som strävar efter att bevara en historisk kontinuitet genom att redogöra för exilarkernas (Reshe Galuta) släktträd, tillbaka till kung Jojakin. Jojakin själv framställs i denna tradition som den förste exilarken.
Den "lilla krönikan" uppger att Serubbabel återvände till Judeen under den grekiska perioden. Det är tydligt att ättlingarna till Davids hus intog en upphöjd ställning bland sina trosfränder i Babylonien, liksom de gjorde vid samma tid i Judeen. Under mackabéerupproret hade dessa judaiska ättlingar till det kungliga huset utvandrat till Babylonien.

#### Akemenidiska perioden
Enligt den bibliska berättelsen var den persiske kejsaren Kyros den store “Guds smorde”, eftersom han befriade judarna från det babyloniska styret. Efter att Babylonien erövrats av det persiska akemenidiska riket beviljade Kyros alla judar medborgarskap och tillät dem genom ett kungligt dekret att återvända till Israel (omkring 537 f.Kr.). Därefter utvandrade flera på varandra följande vågor av babyloniska judar till Israel. Esra (verksam cirka 480–440 f.Kr.) återvände från den babyloniska exilen och återinförde Toran i Jerusalem (Esra 7–10 och Nehemja 8).
Under den andra templets tid utvecklades två stora judiska samhällen i Mesopotamien: ett i norra Mesopotamien, vars medlemmar ansåg sig härstamma från tio förlorade stammarna, och ett i centrala Mesopotamien med ursprung från de judaiska landsflyktingarna. Kontinuiteten av judisk kultur i Babylonien genom århundradena framgår bland annat av vissa personnamn som förekommer både bland de babyloniska judarna i Esra-Nehemja och flera sekler senare bland babyloniska amoraim, men aldrig i judeiska källor, såsom Sherevia.

### Hellenistiska perioden
Information om den tidiga judiska historien i Irak är mycket begränsad, men i samband med Alexander den Stores fälttåg nådde en del information européerna om österns judar. Alexanders armé innehöll ett antal judar, vilka av religiösa skäl vägrade att delta i återuppbyggnaden av det förstörda Belostemplet i Babylon.
När Seleukos Nikator tillträdde tronen år 312 f.Kr., och Babylonien blev en del av hans vidsträckta rike, betraktade både judar och syrier detta som början på en ny tideräkning – den så kallade  seleukidtideräkningen. I judiska källor kallas denna era “minyan sheṭarot” (kontraktseran), och den antogs officiellt även av parterna. Nikators grundande av staden Seleukia vid Tigris omnämns av rabbinerna,  och både den “Stora” och “Lilla krönikan” har referenser till honom.
Den viktiga seger som judarna sägs ha vunnit över galaterna i Babylonien (se Andra Mackabéerboken) måste ha ägt rum under Seleukos Kallinikos eller under Antiochos III. Den sistnämnde bosatte ett stort antal babyloniska judar som kolonister i sina västra provinser, i syfte att motverka vissa revolutionära tendenser som orsakade oro i dessa områden.
Antiochos IV:s förföljelser (168 f.Kr.)  ha varit begränsade till Judéen, och påtvingades sannolikt inte de babyloniska judarna. 

### Partiska perioden
Mithridates (174–136 f.Kr.) underkuvade provinsen Babylonien, omkring år 160. I och med detta hamnade judarna under partiskt herravälde i fyra århundraden framöver.
Judiska källor nämner inte något om partiskt inflytande; själva namnet “parter” förekommer inte, om det inte är så att “perser” ibland avser parter, vilket förekommer då och då (bägge är iranska folk). Den armeniske fursten Sanatroces, från den arsakidiska  kungadynastin, nämns i den "Lilla krönikan" som en av Alexanders efterträdare (diadochoi). Bland andra asiatiska furstar mottog även Arsakes den romerska skrivelsen till förmån för judarna (1 Mack. 15:22); det uppges dock inte vilken Arsakes som avses.
Inte långt därefter beträdde en judisk furstes armé det partho-babyloniska området. Den syriske kungen Antiochos VII Sidetes  marscherade tillsammans med  Hyrkanos I mot parterna. När de allierade styrkorna besegrade parterna år 129 f.Kr. vid  Stora Zab (Lykos), beordrade kungen ett två dagars uppehåll med hänsyn till den judiska sabbaten och shavuot.
År 40 f.Kr. hamnade den judiske lydkungen Hyrkanos II i parternas händer. Enligt deras sed skar de av honom öronen för att göra honom olämplig som härskare. Det verkar som att judarna i Babylonien hade för avsikt att grunda ett eget översteprästämbete för den landsförvisade Hyrkanos, oberoende av Judeen. Men det blev istället tvärtom: judeerna tog emot en babylonier vid namn Ananel som sin överstepräst. Detta visar vilken betydelse judarna i Babylonien hade. Filosofen Philo nämner att många judar bodde i landet. Den judiska befolkningen ökade troligen ytterligare efter det första judisk-romerska kriget, som pågick mellan år 66 och 73 e.Kr.
Hur stor frihet partherna gav judarna framgår kanske tydligast av att ett litet judiskt rövarrike kunde uppstå i Nehardea. Ännu mer anmärkningsvärt är att kungen av Adiabene konverterade till judendomen. Sådana exempel visar inte bara på tolerans, utan också på viss svaghet hos de partiska kungarna. De babyloniska judarna ville strida tillsammans med sina judiska bröder i Judeen mot Vespasianus, men det var först under Trajanus partiska fälttåg som deras motstånd verkligen märktes. Upproret bland babylons judar bidrog i hög grad till att romarna aldrig lyckades ta kontroll över Babylonien. 
När kriget var som mest intensivt förstördes Jerusalem och det andra templet. Dessa händelser ledde till att många judar spreds ut, och många av dem hamnade troligen i Babylonien. För första gången började judarna i Babylon skriva böner på ett annat språk än hebreiska. Ett exempel är Kaddish, skriven på judeo-arameiska. Det blev ett tidigt tecken på att judiska böner i diasporan senare skulle skrivas på många olika språk, som grekiska, arabiska och turkiska.
Sedan länge vana vid att vända sig österut för hjälp, och medvetna – liksom den romerske ståthållaren Petronius – om att judarna i Babylonien kunde erbjuda verkligt stöd, blev Babylonien, efter Jerusalems fall, själva judendomens fäste. Det är också troligt att Bar Kochba-revolten ytterligare ökade antalet judiska flyktingar i Babylonien.
Under de ständiga krigen mellan romare och perser hade judarna all anledning att hata romarna, som hade förstört deras helgedom. Istället fanns anledning att stödja parterna, som skyddat dem. Kanske var det som tack för detta stöd som partherna valde att upphöja de judiska ledarna i exil, särskilt från Davids ätt. Tidigare hade dessa ledare mest fungerat som skatteindrivare, men nu fick de verklig status som furstar, kallade Resh Galuta. På så sätt fick de många judiska undersåtarna en gemensam ledning som gjorde det möjligt för dem att utveckla sina inre angelägenheter i fred.
I religiösa frågor var babylonierna, liksom hela diasporan, på många sätt beroende av Judeen. De reste till Jerusalem för att fira högtiderna och var beroende av myndigheterna i Judeen för att få kalendern fastställd. De tidiga rabbinerna utgick ifrån att deras beslut skulle följas både i Babylonien och på plats i Judeen.  Samtidigt fanns ett visst ömsesidigt inflytande. Flera framstående tidiga rabbiner, som Hillel den äldre, Nahum från Medien och Nathan från Babylonien, hade anor i Babylonien eller längre österut. Under 100-talet var Nisibis ("Netzivin") ett så viktigt centrum för rabbinsk lärdom att personer som Eleazar ben Shammua övervägde att resa dit för att studera.
Judarna i norra Babylonien tycks ha drabbats hårt av de romersk-partiska krigen och romersk-sasanidiska krigen. Detta, tillsammans med den sannolikt växande kristna närvaron i området, verkar ha bidragit till en försvagning av det judiska samhället i norra Mesopotamien, medan det judiska kulturcentrat försköts söderut till regionens mellersta och södra delar.

### Sasanidiska perioden
En ny härskarfamilj från en gammal dynasti av iranska präster tog makten över regionen omkring år 223 e.Kr. och införde ett nytt styrelsesystem baserat på zoroastrism och lokal iransk identitet. Systemet slog ofta ner på oppositionella grupper och avvikande trosuppfattningar. Det kom att dominera området fram till den muslimska erövringen på 600-talet och blev känt som det sasaniderriket. Under perioden från 200-talet till 600-talet uppskattas den babyloniska judiska befolkningen ha uppgått till omkring en miljon människor, vilket kan ha gjort den till den största judiska diasporan vid den tiden – och möjligen större än den judiska befolkningen i Israel under samma period. Den babyloniska Talmud skrevs under denna tid och är en viktig källa till kunskap om rikets politiska, religiösa, sociala och språkliga förhållanden. Under sasaniderna kallades Babyloniens provins för Asoristan, med Ktesifon som imperiets huvudstad.
Även om det fanns vissa spänningar mellan den judiska befolkningen och de zoroastriska prästerna – som ville ena hela riket under en enda religion och var mindre toleranta än sina föregångare under den tidiga sasanidiska tiden – så behöll den judiska gemenskapen i stort sett sin ställning och sin religiösa och sociala självständighet. De judiska samhällena i Mesopotamien blomstrade, särskilt under 300-talet e.Kr. Det berodde dels på Shapours toleranta styre, dels på att Romarriket kristnades, vilket ledde till att många judar lämnade romerskt område och bosatte sig i det enda område som var fritt från romersk kontroll – Sasaniderriket. Det förekom ibland konflikter mellan judar och myndigheter, men texterna i Talmud visar mest respekt för den sasanidiska staten. Ett tydligt exempel är vad lärde Samuel från Nehardea uttryckte: “dina demalchuta dina” – rikets lag är lag. Det speglar den judiska inställningen till den styrande makten.
Shahpour I (Shvor Malka, vilket är den arameiska formen av namnet) var en vän till judarna. Hans vänskap med Shmuel gav många fördelar för den judiska befolkningen. Shahpour II mor var judinna, och detta gav det judiska samfundet en viss religionsfrihet och flera förmåner.
Shapour var också vän med en babylonisk rabbin som i Talmud kallas för Raba. Rabas vänskap med Shapour II gjorde det möjligt för honom att få till stånd en lättnad av de stränga lagar som tidigare införts mot judarna i det persiska riket. Raba brukade dessutom ibland kalla sin främste elev Abaye för ”Shvur Malka”, alltså “Shapour kungen”, på grund av hans skarpa och snabba intellekt.
Kristna, manikeer, buddhister och judar verkade till en början ha en utsatt ställning, särskilt under den sasanidiske översteprästen Kartir. Men judarna, som bodde i mer samlade grupper i städer som Esfahan, utsattes inte för samma omfattande diskriminering som de mer isolerade kristna.

#### Babyloniska akademier och den babyloniska Talmud
Den sasanidiska perioden bevittnade en blomstring av judisk kultur i Babylonien och markerade början på en lång epok där den babyloniska judendomen kom att inta en ledande roll inom judisk kultur i hela världen. En milstolpe i denna utveckling var Ravs utvandring från Galileen, där han hade studerat hos Judah HaNasi (författare till Mishna), till Babylonien år 219 e.Kr. Det judiska samfundet i Babylonien var redan lärdomstyngt, men Rav bidrog till att fokusera och organisera deras studier. Han överlämnade en redan existerande babylonisk akademi i Nehardea till sin kollega Samuel, och grundade själv en ny akademi i Sura, där han och hans familj redan ägde egendom, och som dessutom var känd som en judisk stad. Ravs beslut skapade en struktur där Babylonien hade två samtida ledande akademier, som visserligen konkurrerade med varandra, men låg så långt ifrån varandra geografiskt att de aldrig störde varandras verksamhet. Eftersom Rav och Samuel betraktades som jämbördiga i både ställning och lärdom, ansågs deras respektive akademier ha lika hög rang och inflytande.
Deras relation kan jämföras med den mellan de jerusalemska akademierna tillhörande Hillels och Shammais hus, även om Rav och Samuel var betydligt oftare överens än vad Hillel och Shammai någonsin var. På så vis inledde de båda babyloniska rabbinska skolorna en ny epok för diasporajudendomen, och de diskussioner som fördes i deras undervisning utgjorde det tidigaste lagret och stilen hos det lärdomsmaterial som kom att samlas i den babyloniska Talmud.
Det främsta verket från dessa halvkonkurrerande akademier var sammanställningen av den babyloniska Talmud, som bygger på diskussionerna från de två städerna. Arbetet slutfördes av Rav Ashi och Ravina, två efterföljande ledare för den babylonisk-judiska gemenskapen, omkring år 520. Enklare versioner av texten hade dock redan spridits till judar i det bysantinska riket. Redaktionellt arbete med textens språk och struktur fortsatte i ytterligare 250 år, lett av savoraim eller Rabbanan Savoraei – rabbiner från tiden efter Talmudens avslut. Mycket av innehållet nådde inte sin "färidställda" form förrän omkring år 600–700. Mishna, som hade färdigställts i början av 200-talet, och den babyloniska Gemara (alltså diskussionerna vid och kring dessa akademier) utgör tillsammans Talmud Bavli (den "babyloniska Talmud"). Den judiska traditionen lutar sig än i dag i mycket hög grad mot just den babyloniska Talmud, snarare än den jerusalemska Talmud som sammanställdes under samma period i Galileen.
De tre århundraden under vilka den babyloniska Talmud utvecklades vid de akademier som grundades av Rav och Samuel, följdes av fem århundraden av intensiv bevarande, studium och tolkning i dessa skolor. Genom deras inflytande, disciplin och lärdom blev Talmud med tiden erkänd i hela diasporan. Sura, Nehardea och Pumbedita betraktades som centrumen för judisk lärdom i diasporan, och ledarna för dessa institutioner kom senare att kallas geonim – och ansågs vara de högsta religiösa auktoriteterna i den judiska världen. Deras beslut och utlåtanden efterfrågades från alla håll och accepterades varhelst ett judiskt samhällsliv fanns i diasporan. De kunde till och med framgångsrikt konkurrera med den lärdom som kom från själva landet Israel.
Enligt rabbinerna skapade Gud dessa två akademier för att uppfylla det bibliska löftet att Guds ord aldrig skulle lämna Israels mun (Jesaja 59:21 HE). De närmast efterföljande perioderna i den judiska historien efter Talmuds slut brukar brukar benämnas efter titlarna på lärarna vid akademierna i Sura och Pumbedita. Därför talar man om gaonisk tid och saboraimernas tid. Saboraimerna var de lärda som med stort tålamod färdigställde Talmud och skrev de första stora kommentarerna till verket, under det första tredjedelen av 500-talet.
De två akademierna, tillsammans med andra, och det judiska samhälle de ledde, bestod fram till mitten av 1000-talet. Pumbedita förlorade sin betydelse efter att dess överrabbin mördades år 1038, och Sura försvagades kort därefter. Därmed tog den århundraden långa perioden slut då babyloniska judar åtnjöt ett stort anseende som centrum för judiskt tänkande.

### Islamisk-arabiska perioden
Araberna erövrade Irak från sassaniderna på 630-talet. Ali gjorde Kufa i Irak till sin huvudstad, och det var dit de judar som fördrivits från den arabiska halvön begav sig (omkring år 641). Alis erövring av Firuz Shabur, där 90 000 judar sägs ha bott, nämns av de judiska krönikörerna. Mar Isaac, chef för den judiska akademien i Sura, hyllade kalifen och fick privilegier från honom.
Den första rättsliga regleringen av islams förhållande till dhimmis (judar, kristna och zoroastrier) efter erövringarna var införandet av personskatten ("jizyah") och fastighetsskatten ("kharaj"). Kharaj-skatten på jordbruk ledde till att stora delar av den babylonisk-judiska befolkningen lämnade landsbygden och flyttade till städer som Bagdad. Detta i sin tur medförde ökad välståndsnivå, internationellt inflytande och ett mer kosmopolitiskt perspektiv hos judiska tänkare som Saadiah Gaon, som för första gången på allvar engagerade sig i västerländsk filosofi.
Den umayyadiske kalifen Umar ibn Abd al-Aziz (717–720) utfärdade order till sina guvernörer: “Riv inte ner någon kyrka, synagoga eller eldtempel; men tillåt inte att några nya byggs.” Isaac Iskawi II (omkring år 800) fick från Harun al-Rashid (786–809) bekräftelse på sin rätt att bära ett officiellt ämbetssigill. Vid Haruns hov ingick en ambassad från kejsar Karl den store, i vilken en jude, Isak, deltog. År 850 utfärdade al-Muttawakil, sonson till Harun al-Rashid, ett dekret enligt vilket alla dhimmier (inklusive judar) utöver det redan etablerade zunnaren (ett slags bälte) också måste bära ett honungsfärgat ytterplagg och märkesliknande lappar på sina tjänares kläder, varigenom han inledde den långa traditionen av differentiering efter färg.
Liksom araberna var judarna hängivna främjare av kunskap, bland annat genom översättningar från grekiska och latin. Kalifen  al-Mu'tadid (892–902) gav judarna titeln  "statstjänare".
När det abbasidiska kalifatet och staden Bagdad började försvagas under 900-talet, migrerade många babyloniska judar till  Medelhavsområdet. Det bidrog till att babylonisk-judiska seder spreds i stora delar av den judiska världen. Under det seljukiska kriket utfärdades nya påbud om särskilda klädregler för icke-muslimer, först år 1091 av Abu Shuja al-Rudhrawari och sedan igen år 1121 under sultan Mahmud II. Som ofta skedde i den islamiska historien betalade de icke-muslimska samhällena en större summa pengar till sultanen för att slippa att lagen verkställdes.

### Mongoliska perioden
Kalifatet föll snabbt samman inför den framväxande makten hos det mongoliska riket. Som Bar Hebraeus påpekar gjorde dessa mongoliska stammar ingen åtskillnad mellan hedningar, judar och kristna; och deras storkhan Kublai Khan visade sig rättvis mot de judar som tjänstgjorde i hans armé, enligt Marco Polos rapporter. Iraks judiska samhälle nådde sin höjdpunkt under 1100-talet, med 40 000 judar, 28 synagogor och tio yeshivor, det vill säga rabbinska lärosäten. Judar deltog i handel, hantverk och medicin. Under mongoliskt styre (1258–1335) tjänstgjorde den judiske läkaren Sa’ad Al-Dawla som musharrif, det vill säga biträdande chef för Bagdads finansadministration, samt som rikets storvesir.
Hulagu som var buddhist och låg bakom kalifatets fall år 1258 samt erövringen av Palestina år 1260, var tolerant mot både muslimer, judar och kristna. Trots detta är det tydligt att judarna, liksom andra grupper, måste ha lidit svårt under den våldsamma tidens krig och omvälvningar. Under det mongoliska styret befriades präster från alla religioner från att betala personskatt. Hulagus andre son, Aḥmed, omfamnade islam, men hans efterträdare, Arghun (1284–1291), var fientligt inställd till muslimer och visade i stället välvilja gentemot judar och kristna. Hans närmaste rådgivare var Sa’ad al-Dawla, en judisk läkare från Bagdad, Sa'ad al-Dawla. Till en början uppfattades hans upphöjelse som ett hoppfullt tecken, men det blev snart tydligt att utvecklingen inte skulle gynna judarna på sikt. Sa’ad al-Dawlas inflytande väckte stor irritation bland den muslimska befolkningen, och kyrkomannen Bar Hebraeus skrev att “muslimerna var så förödmjukade att de hade en jude på hedersplatsen.” Situationen förvärrades av att Sa’ad al-Dawla förbjöd anställning av muslimer inom den statliga förvaltningen. Han var också ökänd som hård skatteindrivare, och rykten spreds om att han planerade att grunda en ny religion där Arghun skulle vara profet. Sa’ad al-Dawla mördades två dagar innan Arghun dog, då denne redan låg dödssjuk, av motståndare inom hovet.
Efter den store khanens död och mordet på hans judiske favorit bröt muslimerna ut i våldsamma angrepp mot judarna, och Bagdad blev platsen för regelrätta strider mellan de två grupperna. Gaykhatu hade också en judisk finansminister, Reshid al-Dawla. Khanen Ghazan konverterade senare till islam och gjorde judarna till andraklassens medborgare. Den egyptiske sultanen Naṣr, som också styrde över Irak, återinförde samma lag år 1330 och lade till nya begränsningar. Under denna period ökade övergreppen mot judar kraftig. Situationen blev mycket svår för det judiska samfundet. Den muslimske krönikören Abbas al-'Azzawi skrev: "De händelser som drabbade judarna efter att de hade uppnått en hög position i staten fick dem att sänka sina röster. [Sedan dess] har vi inte hört något från dem som är värt att nämna, eftersom de hindrades från att delta i landets styre och politik. De försummades, och deras röst hördes först igen efter lång tid."
Bagdad, som förlorat sin betydelse och drabbats hårt av krig och invasioner, förlorade sin roll som det arabiska världens handels- och maktcentrum. Det judiska samfundet, som utestängts från det politiska livet, försvagades också, och både exilarkens och stadens rabbiners ställning minskade. Många judar började lämna området i hopp om att hitta lugnare platser i Mellanöstern, bortom den nu oroliga gränsen. Mongolernas vrede drabbade återigen de områden där judar bodde, när Timur år 1393 intog Bagdad, Wasit, Hilla, Basra och Tikrit efter envist motstånd. Många judar som hade flytt till Bagdad dödades då. Andra lyckades fly vidare till Kurdistan och Syrien. Men alla hade inte samma tur – en rapport nämner att 10 000 judar dödades i Mosul, Basra och Hasankeyf.
Bagdads ruiner efter Timurs erövringar beskrevs år 1437 av den muslimske krönikören al-Maqrizi: “Bagdad ligger i ruiner. Det finns ingen moské, ingen troendeförsamling, inget böneutrop och inga marknader. De flesta dadelpalmer har vissnat. De flesta bevattningskanaler är igentäppta. Det kan inte längre kallas en stad.” Efter Timurs död togs området över av kringströvande turkmenska stammar som inte lyckades upprätta någon form av politiskt styre. Irak, som plundrats av krig, föll in i laglöshet och blev nästan obeboeligt. Vägarna blev farliga, bevattningssystemen kollapsade, och värdefull jordbruksmark i floddeltat hamnade under vatten. Rovlystna beduiner fyllde upp detta tomrum, vilket gjorde karavanhandeln så gott som omöjlig. Utan någon myndighet och avskuret från sina historiska handelsförbindelser med Mellanöstern och Fjärran Östern, hade den gamla staden Bagdad förvandlats till en obetydlig småstad.
Den samlade effekten av mongolernas härjningar och det sociala sammanbrott som följde blev att den tidigare judiska befolkningen i Bagdad antingen dog eller flydde. Det judiska livet gick in i en mörk tidsålder. Enligt historikern Zvi Yehuda finns det under 1400-talet inga rapporter om judar i Bagdad eller i dess omgivningar – inte heller i Basra, Hilla, Kifil, ‘Ana, Kurdistan, Persien eller vid Persiska viken. Iraks organiserade judiska samhälle tycks ha försvunnit under denna period i över fyra generationer. Detta ligger bakom avbrottet mellan dagens irakisk-judiska traditioner och de babyloniska traditionerna från talmudisk eller gaonisk tid. Det är fortfarande så att de flesta judar i Irak härstammar från den inhemska befolkningen i Mellanöstern, till skillnad från situationen i delar av Nordafrika och Levanten, där många judar har spansk bakgrund.

### Osmanskt styre: 1534–1917
Under osmanskt styre (1534–1917) blomstrade det judiska livet i Irak. Judarna gavs religiösa friheter som gjorde det möjligt för dem att sköta sina egna angelägenheter, särskilt inom den judiska utbildningen. Toleransen mot judar och judiska seder varierade dock beroende på de lokala härskarna. Den osmanske sultanen Murad IV utsåg 10 000 judiska tjänstemän till sin förvaltning, eftersom han värdesatte judarna i Bagdad. I kontrast till detta var hans guvernör Dauod Pasha mycket grym, och låg bakom att många irakiska judar emigrerade. Efter Dauods död år 1851 ökade det judiska engagemanget inom både handel och politik, och även det religiösa inflytandet förändrades. Den judiska församlingen i Irak införde ämbetet Hakham Bashi, eller ”överrabbin”, år 1849, och utsåg hakham Ezra Dangoor till församlingens förste ledare. Överrabbinen var samtidigt församlingens ordförande och assisterades av ett lekmannaråd, en religiös domstol och en skolkommitté.

#### Tidiga perioden under osmanerna
Efter flera skiftande öden hamnade Mesopotamien och Irak i händerna på de osmanska turkarna, när sultan Süleyman I år 1534 erövrade Tabriz och Bagdad från perserna.  Detta ledde till en förbättring av judarnas livsvillkor. Den persiska återerövringen år 1623 under det osmansk-safavidiska kriget (1623–1639) försämrade situationen avsevärt. När turkarna återtog Irak år 1638 ska de enligt vissa källor ha haft med sig en armé där judar utgjorde upp till 10 procent av soldaterna. Dagen för återerövringen firades till och med som en högtid med namnet "Yom Nes" (mirakeldagen).
Denna period av mamlukiskt styre i Irak, under Osmanska rikets överhöghet, förenade för första gången större delen av det område som i framtiden skulle utgöra Irak till en enhetlig administrativ enhet. När regionen upphörde att vara en krigshärjad gränszon ökade möjligheterna till handel, särskilt tack vare den växande europeiska närvaron längs sjövägen till Indien. I takt med detta uppsving i handel och ökad säkerhet började judiska samhällen att återetableras i Bagdad och Basra.
Det handlade inte så mycket om en återupplivning av en gammal gemenskap som om att en ny församling bildades. Historikern Zvi Yehuda har analyserat tiotusentals irakisk-judiska släktträd som finns bevarade vid Babylonian Jewry Heritage Center. Enligt honom saknar bagdadjudiska familjer släktled som sträcker sig längre tillbaka än slutet av 1600-talet. De var migranter från mindre mesopotamiska samhällen och andra delar av Mellanöstern. Yehuda kallar den judiska befolkning som slog sig ned på nytt i Bagdad, Basra och andra städer för den “nya babyloniska diasporan”.

#### 1700-talet
År 1743 drabbades Bagdad av en pest som tog livet av många judar, inklusive alla stadens rabbiner. Den judiska befolkning som fanns kvar vände sig då till judarna i Aleppo Aleppo och bad dem skicka en ny överrabbin, Det ledde till att rabbin Sadka Bekhor Hussein utsågs. Det här blev ett kulturellt avgörande ögonblick, eftersom överrabbin Shmuel Laniyado i Aleppo valde att skicka sin egen skyddsling till Bagdad. Det sägs att han reste dit tillsammans med femtio sefardiska judiska familjer från Aleppo. Många av dem var rabbiner som senare skulle sitta i Beth din-domstolen i både Bagdad och Basra.
Detta ledde till att den irakiska judendomen anpassades till de allmänna sefardiska traditionerna. Den judiska kulturen fick nytt liv, och man finner ledare som Solomon Ma'tuk, som blev känd för sitt arbete som astronom och författare av religiös poesi, så kallade piyyutim. Detta förde de ledande judiska familjerna i Bagdad – och med dem deras religiösa traditioner – in i det nätverk av sefardiska skrivare och, senare, tryckerier som etablerats i Aleppo, Livorno och Thessaloniki. Bevarade register över innehållet i Solomon Ma'tuks bibliotek visar att många böcker köptes från sefardiska skrivare, och några verk hade till och med ursprung i Spanien.
Denna utveckling drevs ytterligare på av det höga anseende som rabbin Sadka Bekhor Hussein hade som halakhisk auktoritet. Han erkändes som sådan inte bara i Irak, utan även bland judarna i Persien, Kurdistan och i de nya bagdadjudiska handelsstationer som höll på att etableras i Indien. Sefardiska rabbiner, deras tolkningar och sedvänjor började värderas högre. Historikern Zvi Yehuda menar att denna period innebar en vändpunkt i relationen mellan de babylonisk-judiska samhällena och de i Irak och Persien: “Före 1700-talet behövde Bagdads judar stöd från dessa samhällen – nu var det de som påverkade dem.”
Under 1700-talet utövade den judiska befolkningen i Aleppo ett betydande inflytande över de judiska samhällena i Bagdad och Basra, inte bara kulturellt utan också ekonomiskt Syriska judiska familjer som etablerade sig i Irak var ofta tidigare spanska sefardiska familjer från Aleppo. Dessa var vanligtvis högklassiga familjer som familjen Belilios som var frustrerade över de sviktande utsikterna för Aleppo och lockade av Bagdads och Basras blomstrande handel med Indien. Denna process ledde till att de ledande judiska familjerna i Bagdad, Basra och Aleppo växte och blev starkt sammanlänkade genom äktenskap, religiöst liv, partnerskap och handel under 1700-talet.
I takt med att denna kulturella anpassning gjorde att judarna i Bagdad började likna judarna i Aleppo allt mer, förvärrades den ekonomiska nedgången i Syrien, Kurdistan och Persien. Under 1700-talet ökade antalet judar som lämnade dessa områden för att bosätta sig i Bagdad, Basra eller i de handelsstationer i Fjärran Östern som leddes av judar från Bagdad. Den lilla judiska församlingen i Bagdad som ännu återuppbyggdes, blev ett mål för migration, och judiska familjer flyttade dit från Istanbul, Aleppo, Damaskus, Ana och Basra. En viktig orsak till detta var nedgången för den gamla karavanväg som tidigare förband dessa städer. Det skedde även inflyttning från judiska samhällen i Palestina, från byar i Kurdistan, och det sägs att ett fåtal judar också kom till Bagdad från Tyskland.

#### 1800-talet

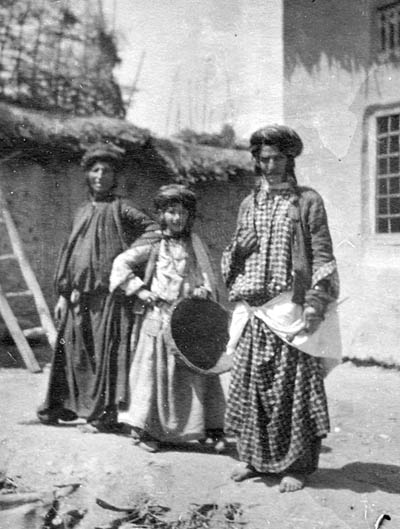
Judar i Rawanduz, norra Irak, 1905

I början av 1800-talet hade Bagdad återetablerats som ett av Mellanösterns viktigaste judiska centrum. Staden hade då över 6 000 judar, två synagogor och välorganiserade samhällsinstitutioner. Det rörde sig dock inte om någon guldålder. Med tiden försämrades situationen för judarna i takt med att det osmanska rikets centrala kontroll över regionen försvagades, men trots detta fortsatte den judiska befolkningen att växa. Ett exempel från denna försämring är förföljelsen av Dawud Pasha, som började 1814 och varade till 1831. Många ledare inom det judiska samfundet, såsom Solomon Ma'tuk, tvingades i exil. En av samhällets främsta ledare, David Sassoon, tvingades först fly till Bushehr i Persien, och sedan vidare till Indien.
I början av 1800-talet sades handeln mellan Bagdad och Indien vara helt i händerna på den judiska samfundet. Även om judiska handelsmän från Mellanöstern hade korsat Indiska oceanen sedan antiken, ledde den försämrade situationen i det osmanska riket och framväxten av nya kommersiella möjligheter i Brittiska Indien till att många judar från Irak bosatte sig permanent i Indien – först i Surat, och därefter framför allt i Calcutta och Bombay.
Detta markerade början på den huvudsakligen irakisk-judiska diasporan i Asien känd som de bagdadiska judarna, dit David Sassoon och många andra ledande judiska familjer från Bagdad  räknas in, som flydde undan förföljelsen under Dawud Pasha.
Dessa judeo-arabisktalande samhällena, som i huvudsak följde irakisk-judiska seder, etablerade sig längs den så kallade opiumrutten mellan Indien och Kina, med närvaro i bland annat Singapore, Hongkong och Shanghai. De leddes av framstående familjer med irakisk-judisk bakgrund, såsom Sassoon, Ezra, Elias, Gubbay och Judah. Dessa familjer var också aktiva mecenater för religiöst liv och välgörenhet i Irak.
Den askenazisk-judiske resenären och lärde Israel Joseph Benjamin från Moldavien företog mellan 1845 och 1859 omfattande resor för att besöka även de mest avlägsna sefardiska och mizrahi-judiska samhällena i Asien. Om Bagdad skrev han: 
"ingen annan stans i Östern har jag funnit mina israelitiska bröder leva under så fullkomligt lyckliga omständigheter."
En egenskap som särskilt uppmärksammades av askenaziska resenärer i samhällena i Bagdad och Basra var den mycket låga åldern för giftermål: flickor giftes ofta bort mellan åtta och tolv års ålder, vanligen med män i arton- till tjugoårsåldern. En annan utmärkande detalj var de traditionella ansiktsslöjorna och långa, flödande dräkterna som bars av judiska kvinnor, vilka – likt sina muslimska grannar – förväntades att inte visa ansiktet offentligt.
Under 1800-talet avtog inflytandet från de judiska familjerna i Aleppo, som under föregående sekel varit framträdande, samtidigt som Bagdad växte fram som ett självständigt judiskt och ekonomiskt centrum. Den judiska befolkningen ökade så snabbt, att den år 1884 uppgick till 30 000 judar i Bagdad, medan det vid sekelskiftet 1900 hade vuxit till 50 000, vilket vid den tiden utgjorde mer än en fjärdedel av stadens totala befolkning. Storskalig judisk inflyttning från Kurdistan till Bagdad fortsatte under hela denna period. Vid mitten av 1800-talet hade stadens religiösa infrastruktur utvecklats till att omfatta en stor yeshiva (judisk lärdomsskola), där upp till sextio rabbiner kunde utbildas samtidigt. Det religiösa lärandet blomstrade i Bagdad, som kom att fostra flera framstående rabbiner, såsom Joseph Hayyim ben Eliahu Mazal-Tov (mer känd som Ben Ish Chai (1834–1909)) och rabbin Abdallah Somekh (1813–1889).

### Moderna Irak

#### Staten Irak

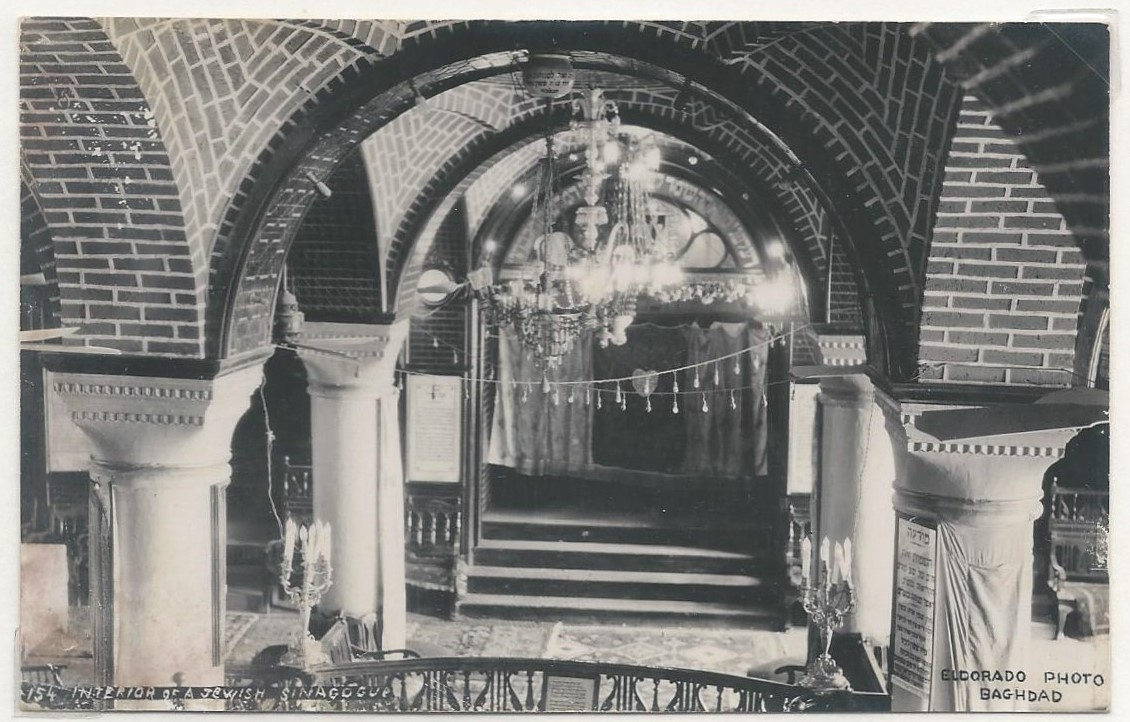
Den stora synagogan i Bagdad cirka tidigt 1900-tal

Omkring 200 000 judar bodde i Irak år 1948, och därtill ytterligare 200 000 judar i Kurdistanregionen i norra Irak. Den tidiga arbetarsionismen fokuserade främst på Europas judar och förbigick till stor del judarna i Irak, eftersom dessa inte visade något större intresse för jordbruk. Resultatet blev att “fram till andra världskriget gjorde sionismen få framsteg, eftersom få irakiska judar var intresserade av det socialistiska idealet om kroppsarbete i Palestina“.

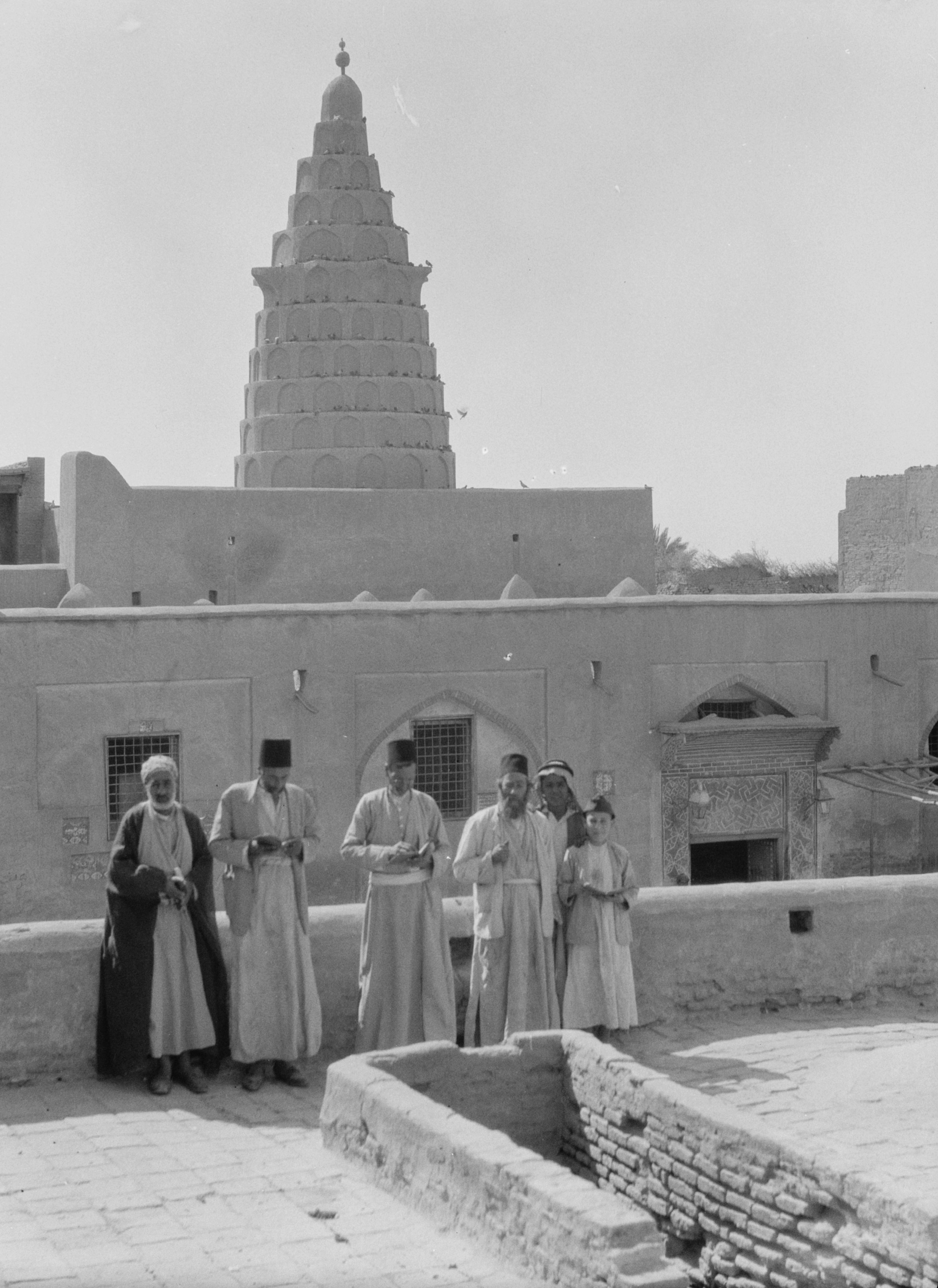
Fotografi från 1932 av Hesekiels grav i Kifl. Området beboddes av irakiska judar som syns på bild.

Under det Brittiska mandatet som inleddes 1920, och under de första åren efter Iraks självständighet från 1932, spelade högutbildade judar en viktig roll i det offentliga livet, och de hade en betydande roll i att utveckla rättsväsendet och postväsendet. Under 1920-talet var en tredjedel av Bagdads befolkning judar. En av dem kom att bli Iraks första finansminister, Sassoon Eskell. Uppgifter från Bagdads handelskammare visar att 10 av dess 19 medlemmar år 1947 var judar, och den första musikgruppen som bildades för Bagdads radio vid lanseringen på 1930-talet bestod i huvudsak av judar. Judar var även representerade i det irakiska parlamentet, och innehade betydande positioner inom byråkratin och regeringen. Mellan 1924 och 1928 flydde en del judar från förföljelse i Ryssland och anlände till Irak som flyktingar. På Bagdads marknader fanns framstående judiska juvelerare, smeder och tyghandlare. I Basra arbetade många judar vid den för landet mycket viktiga hamnmyndigheten. De introducerade utländska märken till Irak, såsom Chevrolet och Ford Motor. Judarna grundade fabriker för tillverkning av tvål, ylletextilier, cigaretter, guld- och silverhantverk, tryckeri, med mera.
Organiserad sionistisk verksamhet inleddes i Irak under 1920-talet. Den judiska befolkningen var i allmänhet positivt inställd till rörelsen, även om det vid den tiden inte betraktades som någon slags lösning för Iraks judar. Den sionistiska organisationen i Bagdad fick tillstånd av britterna i mars 1921, men året därpå, under kung Faisal I:s regering, fick de inget förnyat tillstånd. Trots detta tolererades organisationens fortsatta verksamhet fram till 1929. Under det året, efter våldsamma sammandrabbningar i Palestina i samband med antisionistiska demonstrationer och upplopp, förbjöds all sionistisk aktivitet i Irak. Lärare från Palestina som undervisat hebreiska och judisk historia, tvingades lämna Irak.
Under 1930-talet försämrades situationen för Iraks judar. Tidigare hade den växande irakisk-arabiska nationalismen inkluderat judar som en del av det arabiska folket, men denna syn förändrades i takt med konflikten i det brittiska Palestinamandatet och spridningen av nazistisk propaganda i regionen. Trots judarnas upprepade försäkringar om lojalitet gentemot Irak, utsattes de i allt högre grad för diskriminering och antijudiska åtgärder. I september 1934, efter att Arshad al-Umari utnämnts till ny minister för ekonomi och kommunikation, avskedades ett flertal judiska tjänstemän från detta departement. Kort därefter infördes inofficiella kvoter för hur många judar som kunde anställas i statsförvaltningen eller antas till gymnasier och universitet. Sionistisk verksamhet hade fortsatt i det fördolda även efter 1929, men år 1935 utvisades de två sista palestinska judiska lärarna, och ordföranden för den sionistiska organisationen åtalades och tvingades till slut lämna Irak.

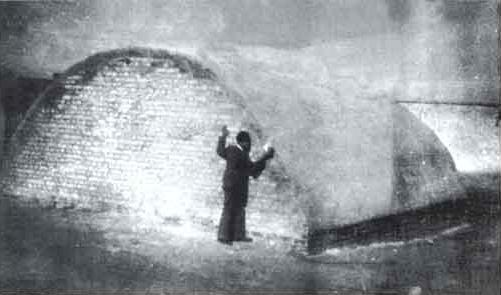
Massgrav för offren för Farhud 1946

Efter den misslyckade statskuppen 1941 av Rashid Ali al-Gaylanis som stöttade Axelmakterna, utbröt en pogrom kallad Farhud i Bagdad den 1 juni. Ungefär 200 irakiska judar dödades, även om vissa källor anger ett högre antal. Upp till 2 000 skadades, och skadorna på judisk egendom uppskattades till tre miljoner dollar (motsvarande 64 miljoner dollar i 2025 års värde). Ungefär samtidigt skedde också plundringar av judisk egendom i flera andra städer. Pogromen pågick i två dagar, fram till den 2 juni. Efteråt skickades judiska emissarier från Palestina för att lära irakiska judar självförsvar, vilket de vid detta laget var mycket intresserade av att lära sig. Den nyinsatta pro-allierade monarkistiska regimen införde snabbt åtgärder för att förhindra liknande våld och tillsatte den 7 juni en utredande kommitté för att “undersöka fakta och utreda vem som bar skulden.” 

#### Förföljelse av irakiska myndigheter
Innan omröstningen om FN:s delningsplan för Palestina berättade Iraks premiärminister Nuri al-Said för den brittiske diplomaten Douglas Busk att han inte hade något emot de irakiska judarna, som han beskrev som en gammal och nyttig samhällsgrupp. Han tillade dock att Arabförbundets möte kanske skulle besluta att i fall att man inte kunde nå en tillfredsställande lösning i Palestinafrågan, borde allvarliga åtgärder vidtas mot judar i alla arabländer. Han skulle inte kunna sätta sig emot ett sådant förslag."
I ett tal i FN:s generalförsamlingssal i Flushing Meadow, New York, fredagen den 28 november 1947, yttrade Iraks utrikesminister, Muhammad Fadhel al-Jamali, följande:

”En delning som påtvingas mot majoritetens vilja kommer att äventyra fred och harmoni i Mellanöstern. Inte bara kan ett uppror från Palestinas araber förväntas, utan folkmassorna i arabvärlden kommer inte att kunna hållas tillbaka. Förhållandet mellan araber och judar i arabvärlden kommer att försämras kraftigt. Det finns fler judar i arabvärlden utanför Palestina än det finns i Palestina. Bara i Irak har vi omkring etthundrafemtiotusen judar som delar alla politiska och ekonomiska fördelar och rättigheter med muslimer och kristna. Harmoni råder mellan muslimer, kristna och judar. Men varje orättvisa som påtvingas Palestinas araber kommer att störa harmonin mellan judar och icke-judar i Irak; den kommer att föda religiösa fördomar och hat.”

Under månaderna före omröstningen om delningsplanen i november 1947 ökade våldet mot Iraks judar. I maj samma år lynchades en judisk man i Bagdad av en rasande folkmassa, efter att han anklagats för att ha gett förgiftat godis till arabiska barn.
Upprorsmakare plundrade hem i det judiska kvarteret i Fallujah, och den judiska befolkningen där flydde till Bagdad. Stora judiska “donationer” till den palestinsk-arabiska saken tvingades regelbundet fram, och namnen på de som “donerat” lästes upp i radio för att uppmuntra fler. Trots allt detta fortsatte de flesta irakiska judar att se sig själva som lojala medborgare och trodde att svårigheterna skulle gå över. Jewish Agency for Israels utsände i Irak rapporterade att “[Judarna] bryr sig inte om de skrämmande uttrycken för fientlighet omkring dem, vilket placerar hela den judiska befolkningen vid foten av en vulkan som håller på att få utbrott."
År 1948, när Israel blev självständigt, bodde omkring 150 000 judar i Irak. Förföljelserna mot judar ökade kraftigt det året. I juli 1948 stiftade regeringen en lag som gjorde sionism till ett brott som kunde leda till dödsstraff, med minst sju års fängelse som straff. En jude kunde dömas som sionist enbart utifrån edsvurna vittnesmål från två muslimska vittnen, och det fanns i stort sett inga möjligheter att överklaga. Den 28 augusti 1948 förbjöds judar att arbeta med bankverksamhet eller hantera utländsk valuta. I september samma år avskedades judar från järnvägen, posten, telegrafverket och finansdepartementet, med motiveringen att de misstänktes för “sabotage och förräderi”. Den 8 oktober 1948 förbjöds judiska handelsmän att få tillstånd för export och import. Den 19 oktober beordrades att alla judiska tjänstemän och arbetare skulle avskedas från alla statliga myndigheter. I oktober uppskattade den egyptiska tidningen El-Ahram att den irakiska staten hade tjänat omkring 20 miljoner dinarer – motsvarande 80 miljoner amerikanska dollar – genom arresteringar, rättegångar och beslagtagna egendomar. Den 2 december 1948 uppmanade den irakiska regeringen oljebolag som verkade i Irak att inte anställa några judar.

“Med mycket få undantag var det bara judar som bar armbandsur. Om en polis fick syn på någon med en dyr klocka, kunde han närma sig som om han ville fråga vad klockan var. När han väl försäkrat sig om att mannen var jude, tog han klockan ifrån honom och grep honom. Inför domaren sade polisen att klockan innehöll en liten trådlös sändare, och att han hade ertappat juden med att skicka militära hemligheter till sionisterna i Palestina. Utan att granska det så kallade ‘beviset’ eller ställa några frågor, föll domen. Den ‘förrädiske’ juden skickades till fängelse – och klockan blev polismannens belöning.”

Efter att Israel utropade sin självständighet och Irak deltog i det arabisk-israeliska kriget 1948, införde Irak krigslagar. Krigsdomstolar användes för att skrämma rika judar. Många förlorade återigen sina statliga jobb, det infördes kvoter som begränsade antalet judiska studenter vid universiteten, och judiska affärer utsattes för bojkott. I storstäderna genomsökte myndigheterna tusentals judiska hem i jakt på pengar som de misstänkte skulle skickas till Israel. Under dessa husrannsakningar rev man ofta ner väggar. Hundratals judar greps, anklagades för sionistisk verksamhet, torterades till att erkänna, och dömdes till höga böter och långa fängelsestraff. I ett fall fick en judisk man fem års straffarbete bara för att han hade en inskription på biblisk hebreiska, som misstänktes vara ett kodmeddelande till sionister.
Den största chocken för den judiska befolkningen kom med gripandet och avrättningen av affärsmannen Shafiq Ades, en judisk bilimportör som var landets rikaste jude. Ades hade inte visat något intresse för sionism, men greps ändå anklagad för att ha skickat militär utrustning till Israel och dömdes av en militärdomstol. Han fick böta 20 miljoner dollar och dömdes till döden. Hela hans förmögenhet beslagtogs, och han hängdes offentligt i Basra i september 1948. Den allmänna uppfattningen bland judarna i Irak var att om en assimilerad och icke-sionistisk jude som Ades – med makt och goda kontakter – kunde avrättas, så fanns det inget skydd kvar för någon jude.  Precis som de flesta andra medlemsländer i Arabförbundet förbjöd Irak judar att emigrera, med motiveringen att de kunde resa till Israel och stärka den nya staten. Samtidigt ökade den statliga förföljelsen av judar, driven av anti-israeliska stämningar och öppen antisemitism. Tillsammans skapade detta en atmosfär av rädsla och osäkerhet.
Den judiska befolkningen i Irak blev gradvis allt fattigare på grund av förföljelser. Judiska företag tvingades stänga på grund av bojkott och att judiska affärsmän greps. När judar förbjöds att arbeta inom den offentliga sektorn, förlorade många yrkesskickliga och tidigare välbetalda judiska tjänstemän sin försörjning. De tvingades börja sälja varor på gatan för att inte riskera att gripas för lösdriveri. Värdet på judiska bostäder sjönk med 80 procent. Den 19 februari 1949 erkände den irakiske politikern Nuri al-Said att judarna hade behandlats mycket illa under de senaste månaderna. Han varnade också för att om Israel inte “uppförde sig”, så kunde det få följder för judarna i  Irak.

#### Operation Esra och Nehemja

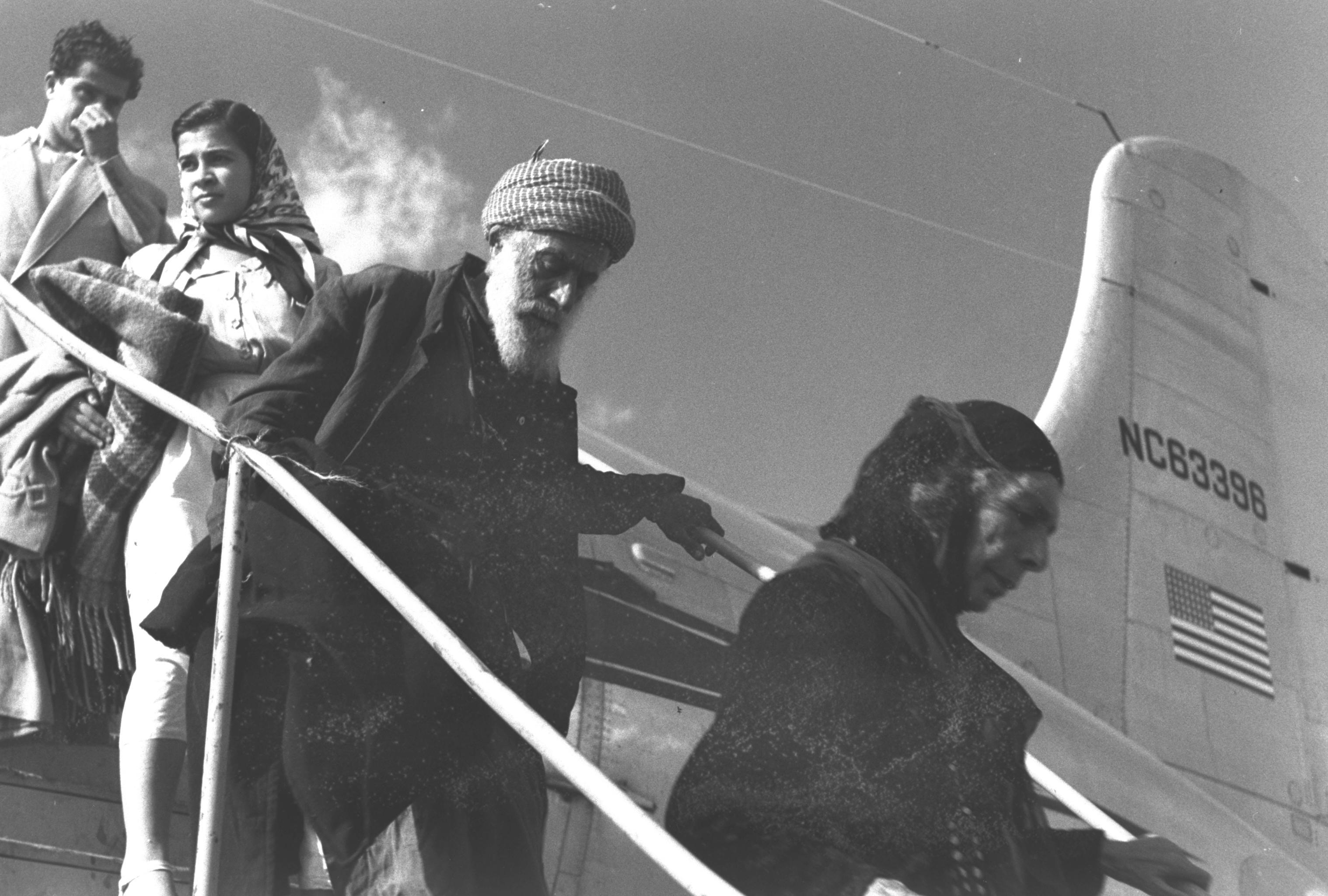
Irakiska judar anländer till Israel med ett flyg från Cypern, september 1950

När irakiska judar utsattes för förtryck och drevs till fattigdom började den irakiska sioniströrelsen i november 1948 att i det dolda smuggla ut judar ur Irak till Israel. Judarna fördes först till Iran och därifrån vidare till Israel. År 1949 var den sionistiska underjordiska rörelsen i Irak väletablerad (trots många gripanden), och vid denna tid smugglades judar ut ur landet med en takt av omkring 1 000 personer per månad. De judar som flydde tog med sig pengar och vissa ägodelar, vilket resulterade i en kapitalflykt som påverkade den irakiska ekonomin negativt. För att försöka stoppa detta utflöde av tillgångar införde Irak i mars 1950 en lag, giltig i ett år, som tillät judar att emigrera under förutsättning att de avsade sig sitt irakiska medborgarskap. Enligt Ian Black var det främsta motivet bakom lagen ekonomiskt: nästan all egendom som tillhörde utresande judar tillföll statskassan. Dessutom betraktades judarna som en motspänstig och potentiellt besvärlig minoritet som landet ansågs göra bäst i att bli av med. Irakiska politiker erkände öppet att de ville fördriva den judiska befolkningen av egna politiska skäl.

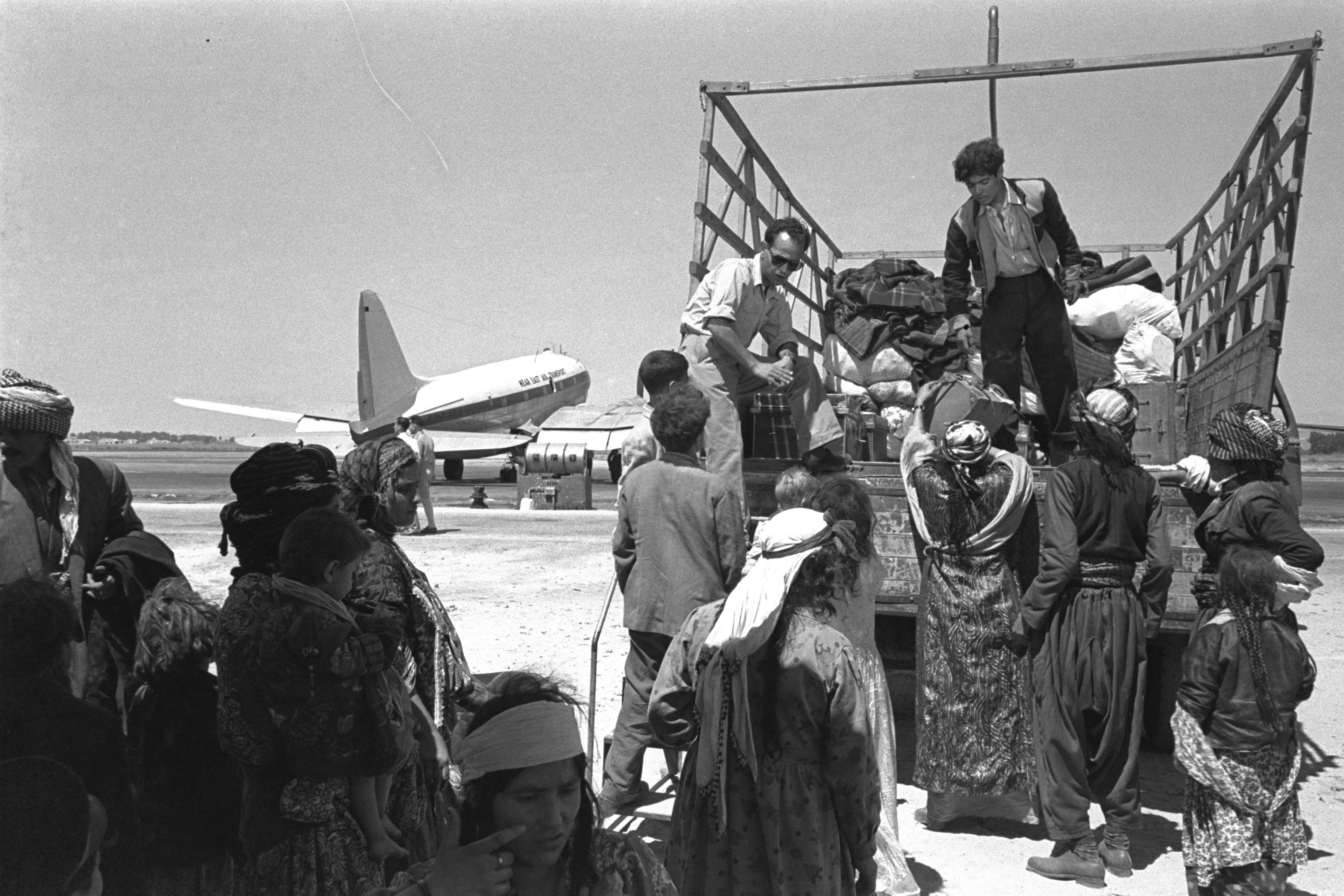
Judiska flyktingar från Irak på Lods flygplats förbereder sig för att resa till en Ma'abara i maj 1951

Israel var till en början tveksamt till att ta emot så många invandrare, men i mars 1951 startade man en flygbro som fick namnet “Operation Esra och Nehemja“. Syftet var att hämta så många irakiska judar som möjligt till Israel. Israeliska agenter skickades till Irak för att uppmana judarna att registrera sig för utvandring så snart som möjligt. De flesta irakiska judar lämnade Irak via Cypern och Iran, varifrån de flögs till Israel. Under en tid var också direktflyg mellan Bagdad och Israel tillåtna. Från att utvandringslagen trädde i kraft i mars 1950 och fram till årets slut hade 60 000 judar registrerat sig för att lämna Irak. Utvandringen påskyndades dels av fortsatta arresteringar och uppsägningar av judar från deras arbeten, dels av en serie bombdåd som började i april 1950. Flera människor skadades och några dog. Två månader före lagens utgång, när omkring 85 000 judar redan hade registrerat sig, exploderade en bomb vid Masuda Shemtov-synagogan. Tre eller fem personer dödades och många skadades. Iraks premiärminister Nuri al-Said ville få bort judarna så snabbt som möjligt. Den 21 augusti 1950 hotade han att dra in tillståndet för det företag som skötte transporten, om det inte uppfyllde sin dagliga kvot på 500 utresande judar.
De flygplan som fanns tillgängliga i början räckte inte till för att möta efterfrågan, och därför tvingades många judar vänta länge i Irak innan de kunde resa till Israel. Dessa personer hade redan blivit av med sitt medborgarskap och fråntagna alla egendomar. Nu var de statslösa, fattiga och många stod utan bostad och sov på gatorna. Den irakiska regeringen meddelade att om inte judarna fördes bort snabbare så skulle de bli placerade i koncentrationsläger. Som svar på detta hyrdes fler flygplan in för att påskynda utresan. Den 18 september 1950 kallade Nuri al-Said till sig en representant för det judiska samfundet och hävdade att Israel låg bakom emigrationsförseningen och hotade att "föra dem till gränserna" och tvångsutvisa judarna. Lagen om utvandring löpte ut i mars 1951, men förlängdes senare efter att den irakiska regeringen frusit alla tillgångar som tillhörde de judar som skulle lämna landet – även de som redan hade rest i väg. Under de följande månaderna registrerade sig nästan alla kvarvarande judar för att lämna Irak. Beslutet att utvandra påverkades också av ytterligare bombdåd, som visserligen orsakade få dödsfall men skapade stor rädsla.

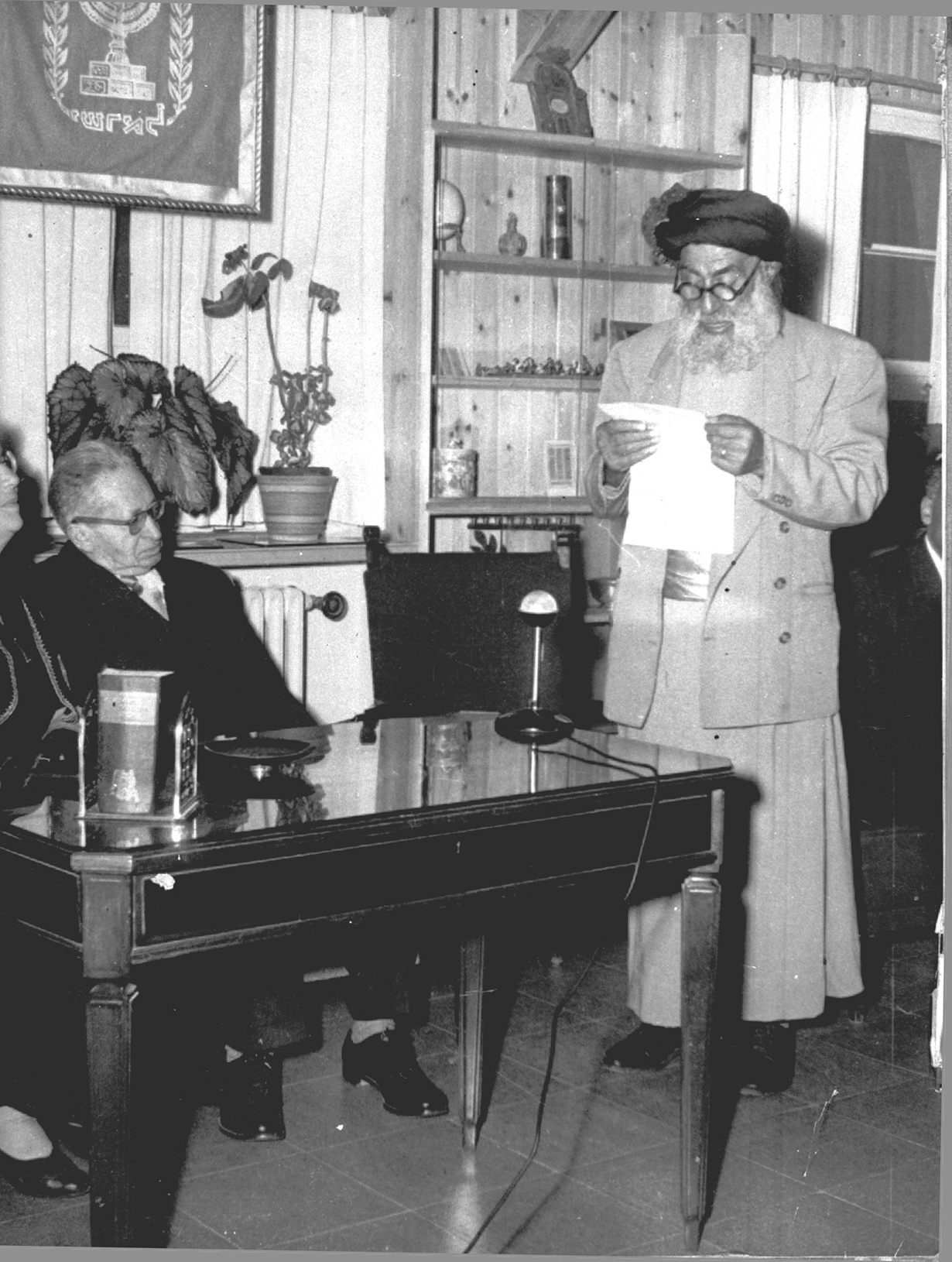
Rabbin Moshe Gabai vädjade till president Ben-Zvi att hjälpa hans samhälle i Zacho, Irak, 1951

Israels redan ansträngda infrastruktur, som försökte ta emot stora mängder judiska invandrare från krigshärjade Europa och andra arabiska och muslimska länder, pressades hårt. Den israeliska regeringen var osäker på om man hade tillräckligt med permanenta bostäder och tält för att ta emot de irakiska judarna. När Israel försökte förhandla om att ta emot dem i en mer gradvis takt, insåg Nuri al-Said att judarna kunde användas som ett demografiskt vapen mot Israel. Han hoppades att en snabb tillströmning av helt utblottade judar skulle få Israels infrastruktur att kollapsa. I mars 1951 lät han därför införa en lag som permanent fryste alla tillgångar som tillhörde judar som förlorat sitt medborgarskap. Officiellt sades tillgångarna bara ha frysts och inte beslagtagits, men enligt internationell rätt kan frysta tillgångar i teorin förbli otillgängliga för alltid, vilket i praktiken gör det omöjligt att få dem tillbaka. Lagen förbereddes i hemlighet. När den godkändes stängdes Bagdads telefonnät av, för att judarna inte skulle få veta något i tid och försöka överföra eller ta ut sina pengar. Bankerna i Irak hölls stängda i tre dagar för att judarna inte skulle kunna komma åt sina medel.
När Iraks judar i praktiken hade blivit av med hela sitt ägande, krävde Nuri al-Said att Israel skulle ta emot 10 000 judiska flyktingar i månaden. Han hotade med att stoppa all utvandring efter den 31 maj 1951 och att upprätta koncentrationsläger för de statslösa judar som fortfarande fanns kvar i landet. Israel försökte förhandla fram en kompromiss för att kunna ta emot judarna i en långsammare takt, så att mottagningssystemet inte skulle braka samman. Men Said stod fast: judarna skulle bort, och det snabbt. Som svar ökade Israel antalet flygningar. I Bagdad blev det en daglig syn att se judiska familjer, med bara sina kläder och en väska med det lilla de hade kvar, lastas upp på lastbilar som körde dem till flygplatsen. Många i staden jublade när de såg detta. Under hela färden hånades de judiska familjerna, och folkmassor kastade sten mot lastbilarna som tog dem till flygplatsen. Judarna tilläts ta med sig högst fem pund i vikt av ägodelar, vilket endast fick bestå av personliga tillhörigheter, samt en liten summa kontanter. På flygplatsen blev alla kroppsvisiterade av irakiska tjänstemän som letade efter gömda pengar eller smycken. Många blev slagna eller spottade på innan de tilläts lämna landet.
Mellan 1948 och 1951 lämnade totalt 121 633 irakiska judar landet genom flygtransporter, bussresor eller smuggling. Av dessa reste 119 788 mellan januari 1950 och december 1951. Omkring 15 000 judar blev kvar i Irak. År 1952 förbjöds utvandring till Israel på nytt. Samma år hängde den irakiska regeringen offentligt två judar som falskt anklagats för att ha kastat en bomb mot  den amerikanska informationsbyråns kontor i Bagdad. Enligt den palestinske politikern Aref al-Aref hade Nuri al-Said försökt att försvara att judarna tilläts lämna landet genom att säga: “Judarna har alltid varit en källa till ont och skada för Irak. De är spioner. De har sålt sin egendom i Irak, de har ingen mark kvar hos oss att odla. Hur ska de kunna leva? Vad ska de göra om de stannar i Irak? Nej, min vän, det är bättre för oss att bli av med dem så länge vi har möjlighet.“ De irakiska judar som lämnade landet lämnade efter sig omfattande egendom, ofta belägen i de centrala delarna av Iraks större städer. Ett relativt stort antal hamnade först i flyktingläger i Israel, så kallade Ma'abarot, innan de fick permanent bostad.

#### Bombningarna i Bagdad 1950–1951
Vilka som låg bakom bombdåden i Bagdad 1950-1951 är föremål för kontrovers. En hemlig israelisk utredning från 1960 fann inga bevis för att attackerna hade beordrats av Israel, eller någon tydlig motivbild som kunde förklara dåden. Frågan kvarstår än i dag olöst: Irakiska aktivister anklagar än idag Israel för att ha använt våld för att tvinga fram judarnas flykt. Samtidigt förnekar israeliska tjänstemän från den tiden starkt att så skulle ha skett. Historikern Moshe Gat uppger att “uppfattningen att bomberna kastats av sionistiska agenter delades av de irakiska judar som just hade kommit till Israel”. Sociologen Phillip Mendes håller med Gat i detta på påstående, och menar dessutom att anklagelserna delvis formats och färgats av känslor av diskriminering.
Affären har också varit föremål för ett förtalsmål som väcktes av Mordechai Ben Porat, som avslutades med en förlikning utanför domstol, där journalisten som påstått att anklagelserna var sanna bad om ursäkt. Irakiska myndigheter anklagade till slut tre medlemmar av den sionistiska undergroundrörelsen för att ha utfört några av bombdåden. Två av de åtalade, Shalom Salah Shalom och Yosef Ibrahim Basri, dömdes som skyldiga och avrättades. Den tredje dömdes till ett långt fängelsestraff. Salah Shalom hävdade under rättegången att han hade torterats till att erkänna. Yosef Basri nekade till brott hela tiden. Historikern Moshe Gat skriver att mycket av tidigare litteratur “återspeglar den allmänna uppfattningen att bombdåden hade enorm betydelse för den storskaliga flykten av judar… Mer exakt antyds det att sionistiska utsända begick dessa brutala handlingar för att rycka upp det välmående judiska samhället i Irak med rötterna och föra det till Israel.” Gat menar dock att båda dessa påståenden strider mot bevisen. Som sociologen Phillip Mendes sammanfattar det:

Historikern Moshe Gat menar att det fanns väldigt lite direkt koppling mellan bombdåden och judarnas massutvandring. Han visar att den stora och intensiva registreringen för utträde ur det irakiska medborgarskapet främst drevs av vetskapen om att lagen om denaturalisering skulle upphöra i mars 1951.
Han lyfter också fram andra påtryckningar, som lagen om frysning av judisk egendom och fortsatta antijudiska oroligheter, som ökade rädslan för nya pogromer. Dessutom var det enligt Gat mycket osannolikt att Israel skulle ha försökt påskynda evakueringen av judar, eftersom landet redan hade svårt att hantera det stora antalet invandrare.
Gat ifrågasätter också starkt om de judar som anklagades för att ha utfört bombdåden verkligen var skyldiga. För det första greps en kristen officer i den irakiska armén, som var känd för sina antijudiska åsikter. I hans hem hittades sprängämnen av samma typ som använts i attacken mot synagogan – men han åtalades aldrig. Irak hade också en lång historia av bombattacker riktade mot judar.
För det andra kunde åklagaren inte presentera ett enda vittne som hade sett någon kasta bomberna.
För det tredje uppgav den judiske åtalade Shalom Salah i rätten att han hade blivit svårt torterad för att tvingas erkänna.
Vem som låg bakom bombningarna är därför fortfarande en öppen fråga. Gat menar att det mest troliga är att det var medlemmar ur det antijudiska Istiqlal-partiet.  Det står också klart att minnena av händelserna, och hur de tolkats i efterhand, har påverkats och förvrängts av den diskriminering som många irakiska judar mötte när de anlände till Israel.

Många år senare uppgav änkan till den sionistiske utsände Yehuda Tager att de större bombdåden utfördes av Muslimska brödraskapet, men att senare mindre attacker verkställdes av Yosef Beit-Halahmi, på eget initiativ, i ett försök att få det att framstå som om de åtalade aktivisterna inte var de verkliga förövarna.  I boken Three Worlds: Memoirs of an Arab-Jew avslöjar Avi Shlaim Avi Shlaim vad han menar är “oundvikligt bevis för sionistisk inblandning i terrorattackerna” som ledde till massflykten av judar från Irak mellan 1950 och 1951. Historikern grundar sin slutsats – att de flesta av bombdåden mot judar i Irak utfördes av Mossad – på två bevis. Det ena bygger på vittnesmål från en äldre före detta medlem av den sionistiska underjordsrörelsen, som han intervjuade. Det andra är en samtida polisrapport från Bagdad, där Basri erkänner sig skyldig till brott. Shlaim menar att syftet med dessa handlingar var att påskynda migrationen av de 110 000 judar som då fortfarande levde i Irak till den nybildade staten Israel.

### Republiken Irak

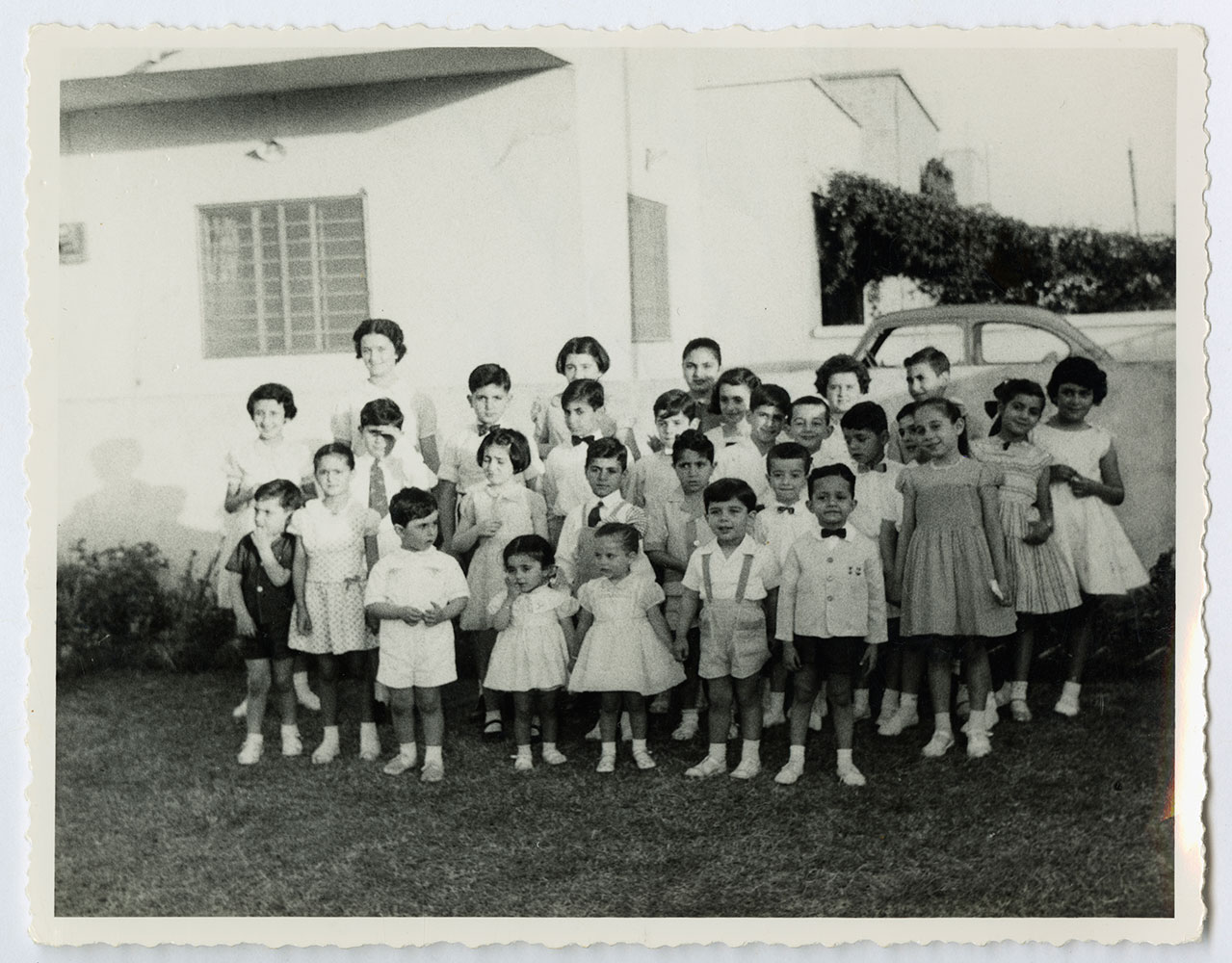
Barn i en judisk skola i Bagdad, 1959

Under 14 juli-revolutionen störtades den hashemitiska monarkin och flera medlemmar av kungafamiljen dödades brutalt, vilket skapade stor rädsla bland irakierna. Under kuppen utsattes judar för våld. Judar fick sina telefonlinjer bortkopplade, judiska statstjänstemän avskedades och deras hem plundrades av folkmassor. De flesta av de cirka 15 000 judar som bodde kvar efter Operation Ezra och Nehemja, stannade kvar i Irak under tiden för den nya Republiken Irak. Förhållandena förbättrades och livet började återgå till det normala under Abdul-Karim Qasims tidefter att han tog makten 1958. Qasim upphävde flera av de tidigare restriktionerna mot judar, och de återintegrerades i samhället. Överrabbinen lovade Qasim sitt stöd, och Qasim höll sitt löfte om att skydda den judiska befolkningen.
Trots detta ökade antisemitismen under Arif-brödernas styre (Abdul Salam Arif och Abdul Rahman Arif). När Baathpartiet tog makten 1963 infördes nya begränsningar för de judar som fortfarande fanns kvar i Irak. Det blev förbjudet för dem att sälja egendom, och de tvingades bära gula identitetskort. Efter sexdagarskriget 1967 förvärrades situationen ytterligare: än en gång så fryste man judiska bankkonton, judisk egendom konfiskerades, judar avskedades från statliga tjänster, deras företag stängdes, handelstillstånd som ägdes av judar drogs in, de förbjöds att använda telefoner, placerades i husarrest under långa perioder, övervakades ständigt och fick bara vistas i städerna.

### Irak under Baathpartiet

#### Tidig förföljelse

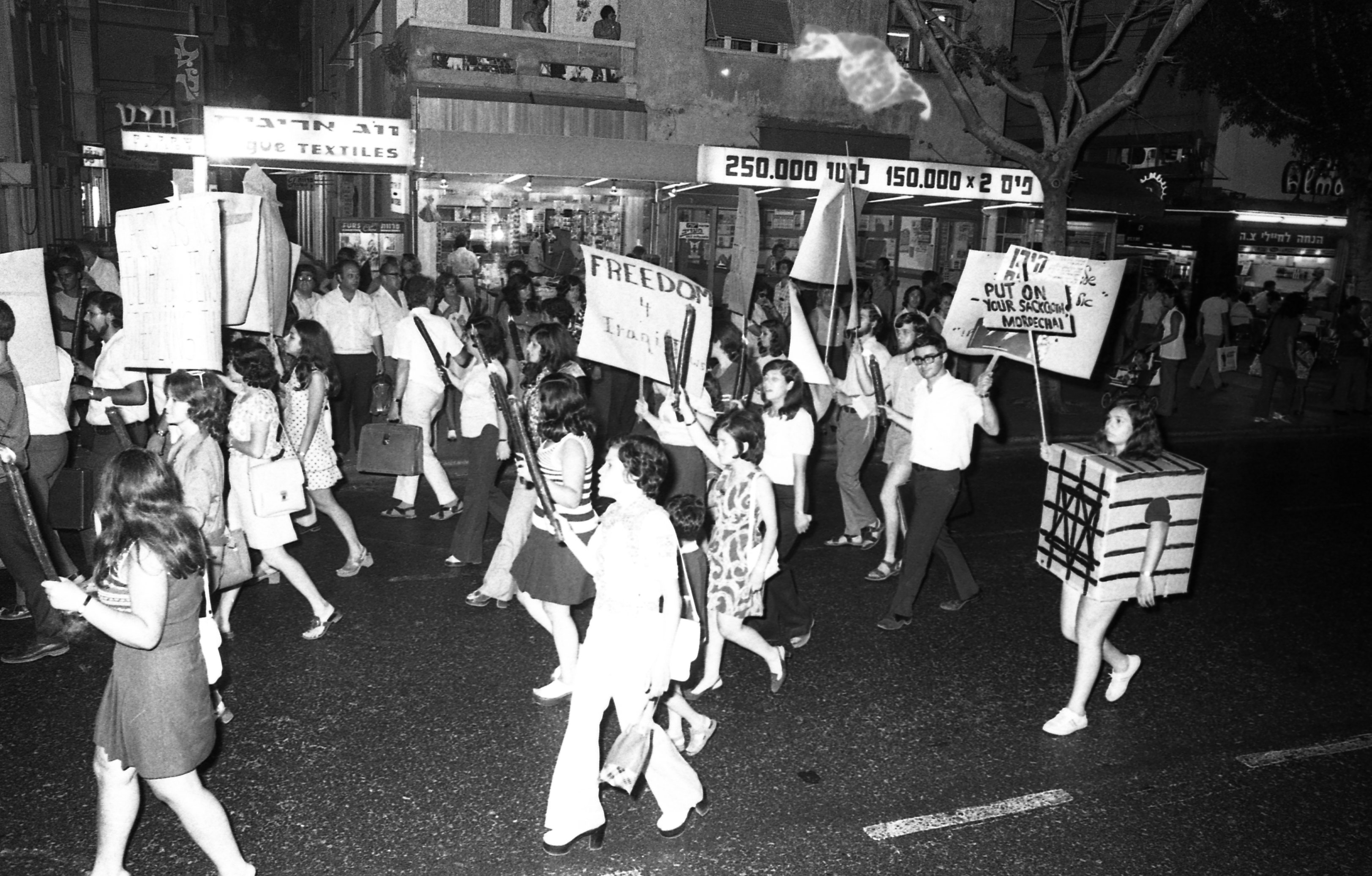
Israeler demonstrerar mot förföljelsen av judar i Syrien och Irak, 1973

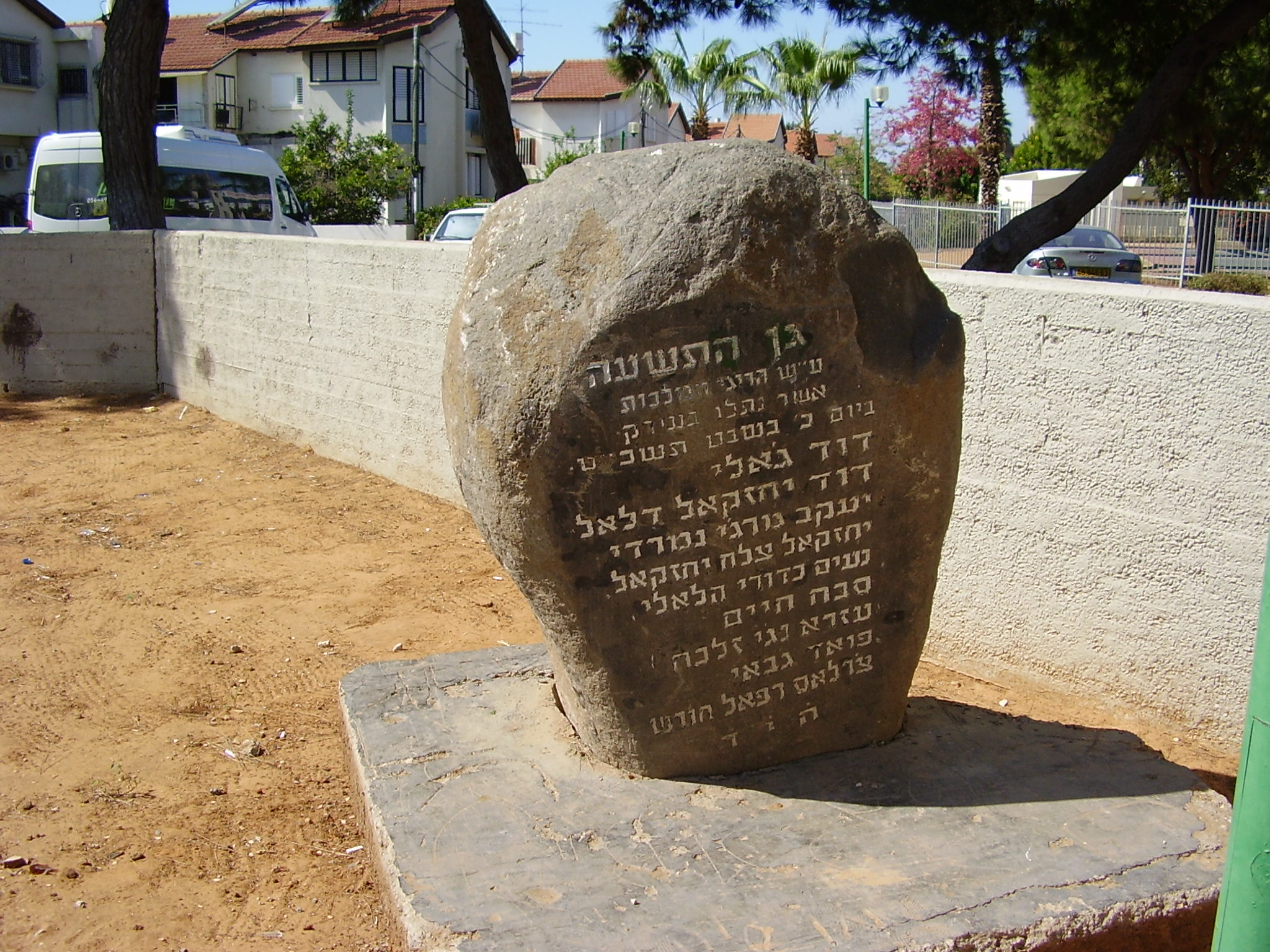
Minnesmärke i Or Yehuda, Israel för judar som avrättades 1969

I slutet av 1968 fängslades många judar, anklagade för att ha spionerat för Israel, Det hela kulminerade i januari 1969, när 14 män – varav 9 var judar – hängdes offentligt, anklagade för spioneri. Andra som misstänktes för spioneri dog under tortyr. Bagdads radio uppmanade befolkningen att “komma och njuta av festen”, och en halv miljon människor ska ha marscherat och dansat förbi galgarna där männen hängde. Det väckte kraftig internationell kritik. En jude som senare lämnade landet skrev att stressen av förföljelserna ledde till att magsår, hjärtinfarkter och psykiska sammanbrott blev allt vanligare bland judar i Irak.
Ytterligare 18 judar hängdes i hemlighet mellan 1970 och 1972, och i april 1973 dödades fem medlemmar ur en och samma judiska familj på order av chefen för den irakiska säkerhetspolisen, som hämnd för ett israeliskt attentat mot en palestinsk ledare. Repressiva åtgärder tillämpades återigen. Pass beslagtogs och resemöjligheterna begränsades.
Som en följd av detta flydde judar från landet genom att resa till irakiska Kurdistan och därifrån ta sig in i Iran med hjälp av kurdiska smugglare. Därifrån emigrerade många till Israel, medan andra flyttade till länder som Storbritannien och Australien. I början av 1970-talet, efter internationella påtryckningar och i insikt om att utvandringsförbudet inte fungerade, tillät regeringen judisk utvandring, och de flesta av de kvarvarande judarna lämnade landet. De flesta som stannade kvar var äldre, och samfundet utsattes därefter för påtryckningar från regeringen att överlämna judisk egendom till ett värde av 200 miljoner dollar – utan någon ersättning.

#### Försoning
Efter att kidnappningarna, avrättningarna och arresteringarna hade upphört, försökte regeringen förbättra sitt rykte i relation till judarna. Bortsett från några enstaka händelser återgick situationen till det normala. År 1969 publicerades en broschyr med titeln ”Iraqi Jews Speak for Themselves”, där flera framstående judar intervjuades i den statligt ägda tidningen The Baghdad Observer. Bland de medverkande fanns Sasson Khedouri, Anwar Shaul, Mir Basri, Salman Darwish, med fler. Många av dem tog avstånd från sionismen, betonade sina förfäders rötter i Mesopotamien hävdade en 2 500-årig historia och kopplade sitt ursprung till patriarken Abrahams födelseplats i Ur. De såg sig själva som irakiska medborgare och en del av den arabiska kulturen, och hänvisade till de många helgedomar för judiska profeter och helgon som finns i Irak. Publikationen uppfattades av många observatörer som propaganda. Enligt vittnesmål från de flesta judar som levde i Irak vid den tiden, var denna behandling dock mindre hård än under tidigare regimer.
Enligt Mahmoud Abbas, president för den Palestinska myndigheten, bjöd den irakiska regeringen år 1975 in exil-irakiska judar att återvända och bosätta sig i Irak. Erbjudandet lockade dock bara ett fåtal familjer. Abbas hävdar att dekretet kritiserades av Israel och att initiativet till slut misslyckades. Några av familjerna som återvände till Irak fick statliga jobb och deltog till och med i intervjuer där de kritiserade Israel. Vad som hände med dessa familjer sedan är ännu oklart. De som återvände till Irak ska ha rest tillbaka till Israel av okända skäl, där de senare greps av israeliska myndigheter. År 1977 godkände Irak Mahmoud Abbas Mahmoud Abbas uppmaning om att arabiska judar skulle få återvända till sina ursprungsländer.
Anwar Shaul, en judisk professor och jurist, bjöds två gånger in att medverka i litterära seminarier i irakisk tv. När han lades in på sjukhus för behandling skickade president Ahmed Hassan al-Bakr en bukett blommor till honom. Mir Basri, en framstående författare och poet, fungerade som tillförordnad ledare för det judiska samfundet. Han deltog i den arabiska författarkonferensen i Bagdad 1969 som representant för Irak, och framträdandet blev väl mottaget. Sasson Khadouri gratulerade al-Bakr till presidentskapet. NärKhadouri avled 1971 kallade tidningen The Baghdad Observer honom för en “irakisk patriot”. Han fick en statsbegravning, som bevistades av flera politiska ledare, däribland presidenten och ministern. Hans kläder ställdes ut i Iraks nationalmuseum i Bagdad av Saddam Hussein som ett tecken på respekt.

#### Under Saddam Hussein
Situationen förbättrades när Saddam Hussein kom till makten. Vid den tiden fanns det ungefär 15 000 judar kvar i Irak. Saddam gav dem skydd, tillät religiös utövning, erbjöd ekonomiskt stöd och satte ut vakter för att skydda synagogorna. Bara några få synagogor fortsatte att vara i bruk. En av dem, som fortfarande finns kvar, är ett förfallet hus undangömt i en gränd i Bataween – ett område som en gång var Bagdads främsta och flottaste judiska kvarter. Saddam hjälpte till att restaurera Meir Taweig-synagogan och att bygga den judiska gravplatsen al-Habibiyah. Judar fick också besöka och utföra sina religiösa riter vid heliga platser som även vördas av muslimer och kristna, till exempel Hesekiels grav, Esras grav, profeten Nahums helgedom, rabbi Josuas grav och Daniels grav – alla dessa bevarades. Den judiska förvaltningskommittén knöts till det irakiska ministeriet för religiösa donationer (Awqaf).
På order av Saddam utsåg regeringen en judisk representant, Naji Salman Salih. Judarna fick tillbaka sina gamla företag, särskilt inom import och export samt i fabriksverksamhet. De hade respekterade yrken och arbetade som tjänstemän. Judiska handelsmän och köpmän var aktiva i Shorja-marknaden och Danielsmarknaden, och de hade ett eget kulturcentrum i Bagdad. Flera välkända läkare, tjänstemän och ingenjörer inom staten, på offentliga universitet och sjukhus var judar – till exempel Shaul Sassoon, Eliyahu Basra och Jack Abboud Shabi. En judisk kemist vid namn Ibrahim Hesqel skickades av regeringen på en handelsresa till Kina år 1988. Några anmärkningsvärda personer som bodde kvar var Salima Pasha och Sultana Yossef.  Andra populära judiska profiler var författaren och poeten Maliha Ishaq samt sångerskan och dansaren Laila.
År 1973 bildade Revolutionära kommandorådet en kommitté för att övervaka de donerade egendomarna som tillhörde Ezra Menachem Daniel i Bagdad. Kommittén fick i uppdrag att förvalta dessa egendomar och fördela inkomsterna enligt givarens önskemål, med särskilt fokus på att stödja fattiga samt grunda välgörenhetsorganisationer, vårdinrättningar, kulturcentra och yrkesutbildningar. Inkomster från före detta synagogor och sjukhus gick till olika välgörande ändamål. Under 1980-talet pressade USA Saddam Hussein att vidta fler åtgärder för att skydda den judiska befolkningen. En särskild avdelning inom Ministeriet för nationell säkerhet inrättades för att säkra deras trygghet. Under Iran-Irak-kriget riktade Iran raketattacker mot områden nära där judar bodde i Bagdad, vilket ledde till att många judar från Basra flyttade till huvudstaden. Efter kriget återvände en del, medan andra flyttade utomlands. Vissa fortsatte att besöka Irak ibland, av familje- eller affärsrelaterade skäl.

#### Senare
Strax före Gulfkriget konstaterade USA:s utrikesdepartement att det inte fanns några nya bevis på öppen förföljelse av judar. Fortfarande var dock internationella resor begränsade, i synnerhet till Israel, liksom kontakter med utrikiska judiska grupper. År 1997 rapporterade Jerusalem Post att omkring 75 judar hade flytt från Irak under de fem föregående åren. Ungefär 20 av dem flyttade till Israel, medan resten främst bosatte sig i Storbritannien och Nederländerna. Under det judiska nyåret rosh hashana filmade en FN-tjänsteman gudstjänsten i synagogan under sitt besök i Bagdad. Den enda ordinerade rabbinen i Irak avled 1996, och den sista kosher-slaktaren (shochet) emigrerade 2002. Vid det laget fanns det mellan 500 och 1 000 judar kvar i landet. År 2003 trädde Emad Levy fram som ledare för den judiska gemenskapen i Irak. Han fungerade som landets enda rabbin, kosher-slaktare och rådgivare i judiska frågor.
Enligt Jewish Virtual Library hölls det sista judiska bröllopet i Irak rum 1978; och den senaste berit milan (omskärelseceremonin) år 1984. År 1998 dödade en palestinier fyra personer vid ett samhällscenter, varav två var judar. Gärningsmannen greps och avrättades året därpå, 1999. Det var första gången myndigheterna agerade snabbt mot ett brott riktat mot judar. Detta var första gången snabba åtgärder vidtogs mot brott riktade mot judar. Saddam såg till att de kvarvarande judarna inte skulle skadas. Han sade också: “Den som gör något ont mot judarna i Bagdad kommer att få betala ett högt pris.
År 2001 beordrade Saddam Hussein säkerhetstjänsten att kartlägga alla judar som fortfarande fanns kvar i Irak, även de som hade fötts som judar men senare konverterat till islam eller kristendom. Undersökningen identifierade 39 judar, varav 36 bodde i Bagdad. Det kan ha funnits fler judar, men som höll sig gömda eller inte förekom i rapporterna. Rapporten nämnde också cirka 220 personer som hade fötts som judar men senare konverterat till islam, samt tre som hade konverterat till kristendomen. Regeringen blev särskilt oroad över att omkring 140 av dessa konvertiter bodde i irakiska Kurdistan – ett område som hade fungerat självständigt sedan Gulfkrigets slut 1991. Oro uppstod eftersom det fanns uppgifter om att några av dem höll på att lämna islam för att återvända till judendomen, och att vissa till och med reste mellan norra Irak och Israel.
Enligt rabbin Emad Levy levde judarnas gott och regimen lade sig inte i deras tillvaro. Judiska barn hade muslimska och kristna vänner, relationerna var goda, och judar bodde sida vid sida med andra som grannar. Det fanns koshermat att få tag på, och judarna hade egna slaktare. Det dagliga livet fortsatte med en blandning av försiktighet, vardagsrutiner och begränsad glädje. De kunde sköta sina sysslor – arbeta, umgås i privata miljöer och läsa böcker – utan att regeringen blandade sig i på ett direkt sätt. Men det här “vanliga” livet var långt ifrån bekymmersfritt. Kontakter med folk från utlandet, särskilt med israeler, var begränsade. Regeringen var misstänksam mot utlänningar, och Levy undvek att gå till synagogan när det kom besökare utifrån – av rädsla för att de kunde vara regeringsagenter. Åren av sanktioner, attacker, krig och konflikter gjorde att människor från olika religioner och grupper kom närmare varandra. Judar, liksom kristna och muslimer, blev mer religiösa under den här tiden.

### Perioden efter Saddam: 2003—nutid

#### Från dussintals till en handfull

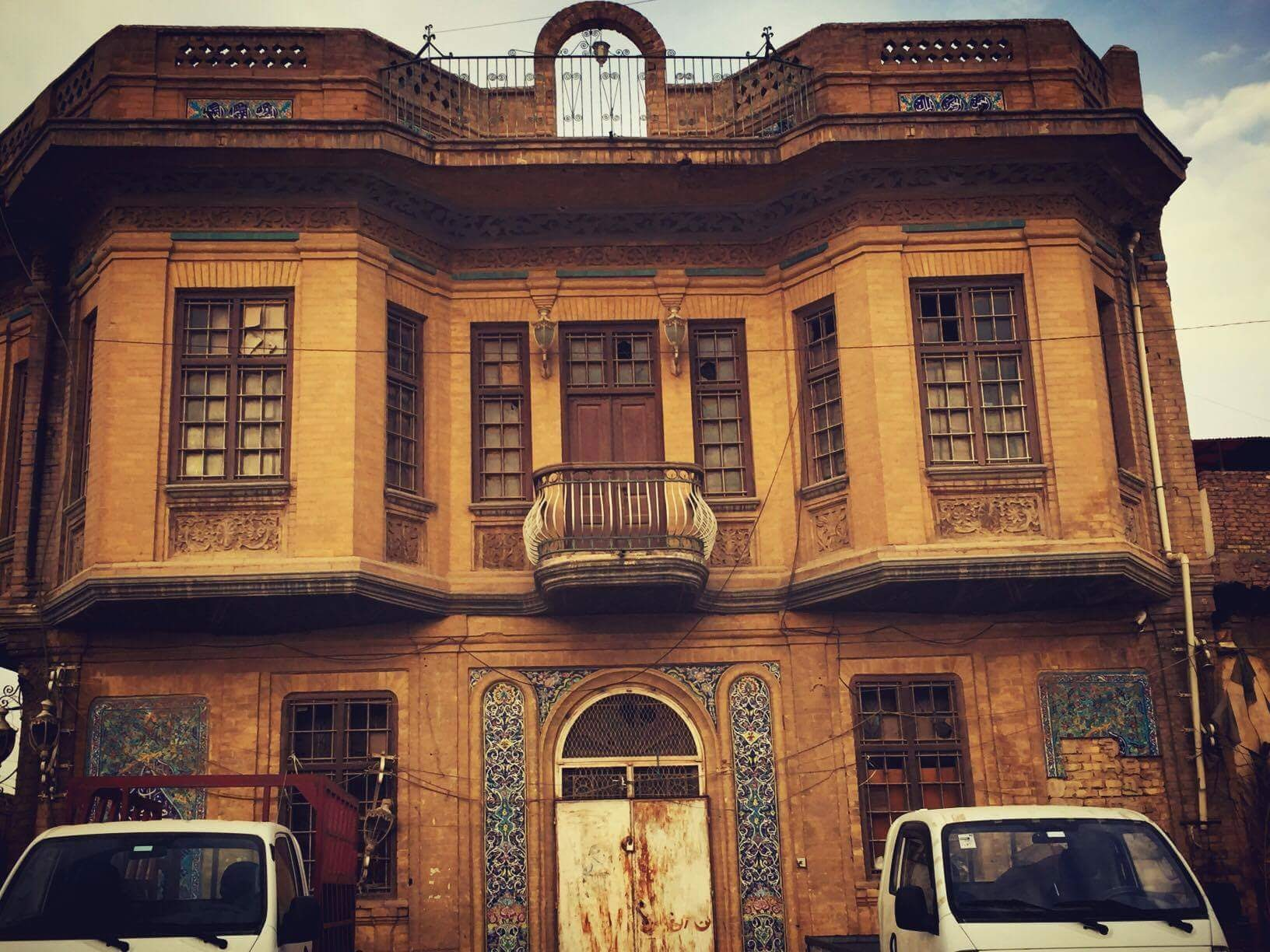
Iraks tidigare finansminister Sassoon Eskells hus i Bagdad

Efter att USA:s militär intagit landet försökte Jewish Agency for Israel att lokalisera kvarvarande irakiska judar och erbjuda dem möjligheten att emigrera till Israel. Man identifierade 34 judar i Bagdad, hälften över 70 år. Senare samma år lämnade sex äldre irakiska judar landet, med hjälp av Jewish Agency for Israel. Bland dem fanns Ezra Lev, då 82 år gammal, far till den bagdadiske rabbinen Emad Levy.
År 2006 meddelade rabbin Emad Levy att även han planerade att flytta till Israel, efter att ha jämfört livskvaliteten med att "leva i ett fängelse". I slutet av 2009 uppges åtta  endast judar bo kvar. År 2010 emigrerade rabbi Levy slutligen, efter att ha emottagit flera dödshot. Året därpå emigrerade även Amer Moussa Nassim. År 2013 uppgav kyrkoherden för Sankt Görans kyrka i Bagdad i en intervju att Iraks judiska församling nu bestod av endast 4 medlemmar, 3 äldre kvinnor och en äldre man. Samma år kom en lokal nyhetsrapport på arabiska där man påstår att hela 160 judar leva kvar i Irak. Denna källan kan dock ifrågasättas, inte bara för att siffrorna avviker kraftigt från andra källor, men den tycks heller inte vara förankrad hos eller förmedlad av Iraks kända judiska församling. År 2017 rapporteras ett fåtal judar planera att flytta tillbaka till Irak, men det är oklart om någon av dem genomförde en permanent flytt. Den emigrerade rabbinen Emad Levy uppgav i en intervju 2018 att fem judar fortfarande fanns kvar i Bagdad, med en kvinnlig samfundsledare. Hösten 2020 avled Sitt Marcelle, ”fru Marcelle”, en av de kvarlevande judarna i Bagdad. Den 15 mars 2021 avled även Dr. Dhafer Fouad Eliyahu. Det har dock lyfts fram att (eventuella) judar i irakiska Kurdistan inte omfattas i dessa siffror.

#### Förvaltning av det judiska arvet
Den sista aktiva synagogan i Bagdad några veckor före USA:s invasion av Irak 2003. I maj 2003 hittades tusentals judiska böcker och dokument i den irakiska underrättelsetjänstens översvämmade källare – ett fynd som senare, efter protester, återlämnades till Irak av USA. Dokumenten har digitaliserats och finns tillgängliga online. Oro har uttryckts över hur dessa dokument kommer att tas om hand i Irak, inte minst efter att en lag klubbades igenom 2022 som kriminaliserar samröre med israeler. Den 22 juni 2015 uppgav Abdul Azim Al-Ajman, ordförande för parlamentets kommitté för donationer och religiösa angelägenheter, att Irak är hem för olika religiösa och etniska grupper, inklusive judar. Han betonade att judiska medborgare i Irak utövar sina ritualer utan yttre påtryckningar. Enligt Alsumaria News så bekräftar Al-Ajman att representanter för Iraks judar deltagit i möten inom det irakiska parlamentet under utformningen av det nationella dokumentet för social fred. Dessa representanter bidrog till de parlamentariska diskussionerna om dokumentet och framförde sina åsikter. År 2020 rapporterades planer på att förstöra den före detta synagogan jämte Hesekiels grav i Al Kifl, för att göras om till moské. Våren år 2021 färdigställdes en omfattande restaurering av profeten Nahums grav i Alqosh. Projektet genomfördes i hemlighet med stöd från USA:s ambassad och lokala kurdiska myndigheter. I december 2021 skickade Israel ett kit inför chanukka till judar i Irak, innehållande menora, utskrivna bönetexter, med mera.

#### Opinion och diplomatiska relationer
Positiva förändringar i Irak gällande judar har noterats. Mellan 2014 och 2023 växte det i Irak fram en försiktig men växande öppenhet för att återknyta banden till landets judiska arv och – i vissa fall – till Israel. Ett tydligt exempel var konferensen i Erbil 2021, där över 300 religiösa och civila ledare gemensamt efterlyste försoning med Iraks judar och fred med Israel. En ny generation irakier började återupptäcka den judiska närvaron i Mosul, dokumentera historien och restaurera ruinerna av gamla synagogor. Vissa politiska ledare, däribland Muqtada al-Sadr, uttryckte öppenhet för judars återvändande, och det fanns tecken på en begynnande vilja till dialog med Israel, särskilt i ljuset av Abraham-avtalen. År 2013 förklarade Muqtada al-Sadr att han “välkomnar varje jude som föredrar Irak framför Israel” och tillade att “det finns ingen skillnad mellan judar, muslimer eller kristna när det gäller känslan av nationalism. De som inte uppfyller sina nationella plikter är inte irakier, även om de är shiamuslimer.” Efter att ha vunnit valet 2018 upprepade Sadr sitt uttalande och välkomnade de judar som tidigare fördrivits från Irak. I ett reportage från 2019 om återuppbyggnaden av Mosul efter förödelsen av ISIS om det positiva och vackra i den forna etniska mångfalden i Mosul (och Irak). En omröstning från 2019 av den populära Facebooksidan Al-Khuwwa al-Nathifa (“Den rena brödraskapet”, med över 1,7 miljoner följare) visade att 77 % av de 62 000 svarande var positiva till att se Iraks judar återvända. Några föreslog även att de irakiska judarna skulle få återvända i utbyte mot att palestinska flyktingar får återvända till sina tidigare hem.
Men allt detta förändrades abrupt efter Hamas attack mot Israel i oktober 2023 och det efterföljande kriget mellan Hamas och Israel (pågående sedan 2023). I den kraftigt polariserade opinionen som följde, har alla uttryck för normalisering med Israel i Irak blivit än mer riskfyllda, och Israel har beskjutits med raketer från irakisk mark.

## Kända irakiska judar
- Många tannaiter och amoraim, bland andra:
  - Abba Arika, "Rav", amora
  - Samuel av Nehardea, även känd som Shmuel Yarchina'ah, "Mar Samuel", amora
  - Rav Huna
  - Rav Chisda
  - Abaye, amora
  - Rav Papa, amora
  - Rav Ashi (Rabbi Ashi), amora
- Anan ben David, grundare av karaitisk judendom
- Alan Yentob, tv-chef och programledare
- Avi Shlaim, professor vid Oxford
- Benjamin Ben-Eliezer, politiker
- Dodai ben Nahman, skriftlärd
- Shlomo Hillel, diplomat och politiker[126]
- Ya'qub Bilbul, poet
- Sir Sassoon Eskell, statsman och finansman
- Marcus Samuel, förste viscount Bearsted, Londons borgmästare och affärsman
- Naeim Giladi, författare
- Sir Naim Dangoor, entreprenör och filantrop
- N.J. Dawood, översättare (mest känd för sin översättning av Koranen)
- Hakham Yosef Chayyim från Bagdad, "Ben Ish Chai"
- Yitzchak Kadouri, rabbin och kabbalist
- Yitzhak Yamin, målare och skulptör
- Hila Klein, medlem av YouTube-kanalen h3h3Productions (familjen Klein är av blandat libysk, irakisk-judisk och ashkenaziskt ursprung)
- Elie Kedourie, historiker
- Sylvia Kedourie, historiker
- Jessica Meir, astronaut och fysiolog
- Sami Michael, författare
- Shafiq Ades, förmögen affärsman
- Samir Naqqash, författare
- Selim Zilkha, entreprenör
- Maurice och Charles Saatchi, reklamchefer
- Yona Sabar, lingvist och forskare
- David Sassoon, köpman
- Yaakov Chaim Sofer, rabbin
- Ovadia Yosef, rabbin